# A közlekedés története

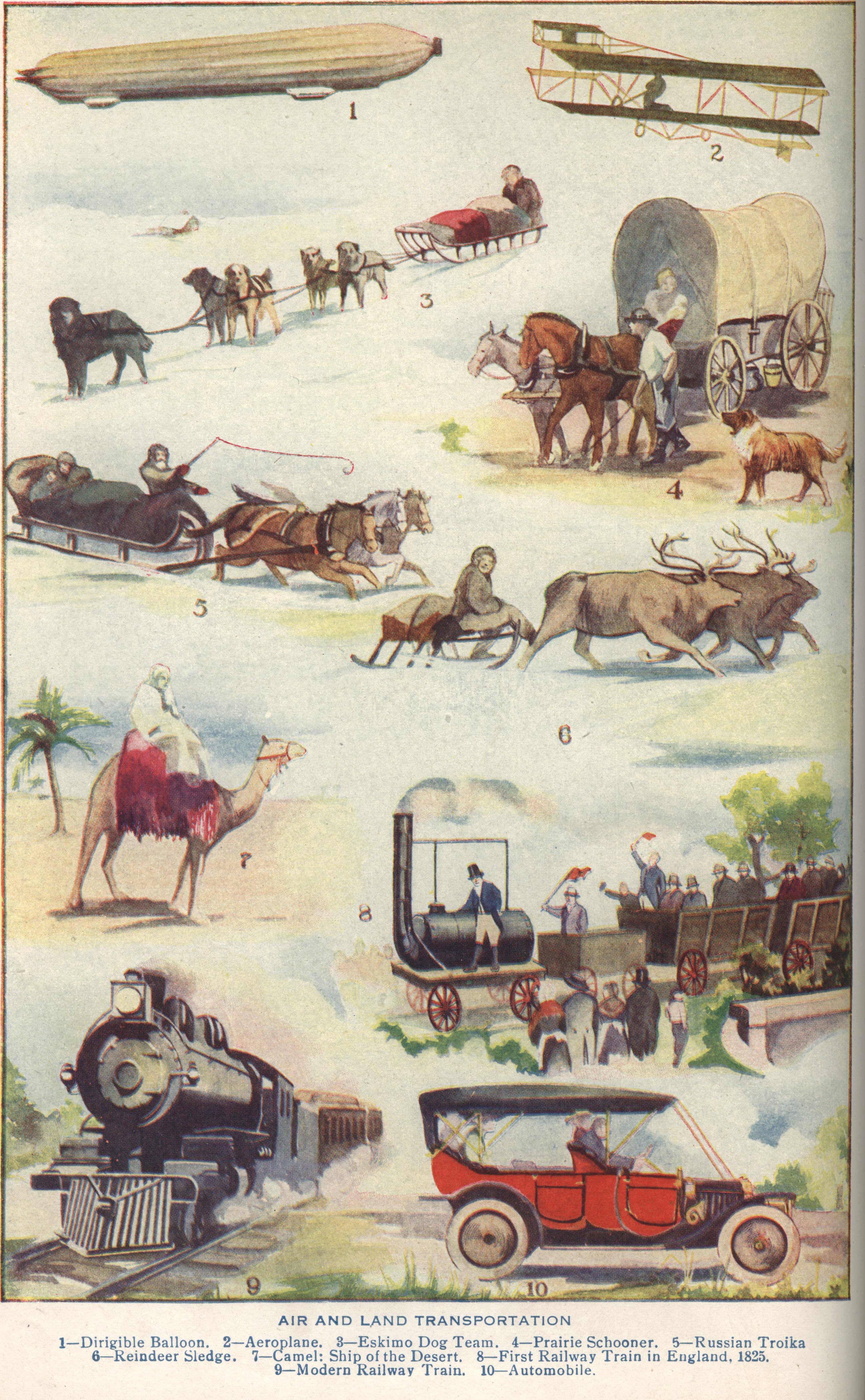
A közlekedés különböző eszközei

A közlekedés története az emberiség történetével kezdődött. Ahogyan az ősember múltja a történelem előtti idők homályába vész, ugyanúgy a közlekedés elindulásáról is keveset tudunk. Legrégebbi őseink valamikor mindenben a kezükre és a két lábukra voltak utalva. Hosszú évezredeknek kellett eltelniük, hogy valamiben is segíteni tudjanak magukon. Addig egyetlen közlekedési eszközük a saját lábuk volt, amelynek erejétől és gyorsaságától függött (gyakran) az életük, amikor menekülniük kellett, illetve amikor ők üldözték a táplálékul szolgáló vadakat.
Az ember a legrosszabb és a legkevésbé kitartó „közlekedési eszköz”. A világban ma is sok olyan hely van, ahol jóformán ez az egyetlen közlekedési lehetőség. Közép-Afrikában, ahol néger gyalogkaravánok közlekednek, a teljesítmények nem nagyok. Egy teherhordó kb. 25–30 kg rakományt visz a fején. 7-8 óra alatt átlag 25 km-t tesz meg. A japánok és a kínaiak már nagyobb terheket cipelnek. Teherhordó rúdjaikkal 100–120 kg-ot is elvisznek, Indiában sok millió ember azzal keresi a kenyerét, hogy közlekedési eszközül szolgál (pl. riksa „motor”-ja, vagy jobb esetben kerékpárral egybeépített riksát hajt). A modern közlekedési eszközök, a vasút és a gépkocsi elterjedése ritkítja  soraikat.
Korábban állatok vagy emberek cipelték „csiga”-lassúsággal az árut egyik helyről a másikra. Ma már sugárhajtású repülőgépek hangsebességnél gyorsabban is szállíthatják utasaikat a világrészek között.
A nagy szárazföldek belsejében folyókon, csatornákon, vasúton és közúton folyhat a szállítás. Kőolaj és földgázkitermelő térségekben a csővezeték is fontos szállítóeszköz. E közlekedési rendszerek közül a belső vízi utakat használják a legrégebben. A csatornák fénykorának a 18. század tekintendő. Ezek a vízi utak a 19. században a vasút térhódítása miatt veszítettek jelentőségükből. Sínen ma is gazdaságosan lehet nagy tömegben és viszonylag olcsón árukat továbbítani. Az országúti fuvarozás akkor éri meg legjobban, ha viszonylag drága termékeket és kisebb szállítmányokat kell továbbítani. Az is növelte a közúti szállítás fontosságát, hogy a fejlett országokat autópályák hálózzák be.
A távolsági utazások száma roppant mértékben megnőtt az utolsó 200 évben. Ebben domináns 1950-ig a tengerhajózás volt. Ma már az utasforgalomban ezt a fajta közlekedési ágat felülmúlja a légi közlekedés. Ma már ez az olcsó és gyors közlekedési mód, a repülőutak számához képest nagyon biztonságos.
Ám egyre több emberben tudatosul, hogy nagy valószínűséggel végbemenő globális felmelegedést részben az üzemanyagok elégetése okozza. Ez indította arra a „zöld mozgalmakat”, hogy az autóforgalmat korlátozzák (a tömegközlekedést bővítsék). Gondot okoz a sűrű forgalom. Káros a nehéz teherautók zajkibocsátása is. Ráadásul az országúti közlekedés a fogyóban lévő energiahordozók tetemes részét használja fel. Az országúti szállítás hatékonysága kb. egytizede a vasútiénak, ha mindkét rendszer teljes kapacitással dolgozik.

## A kezdetek

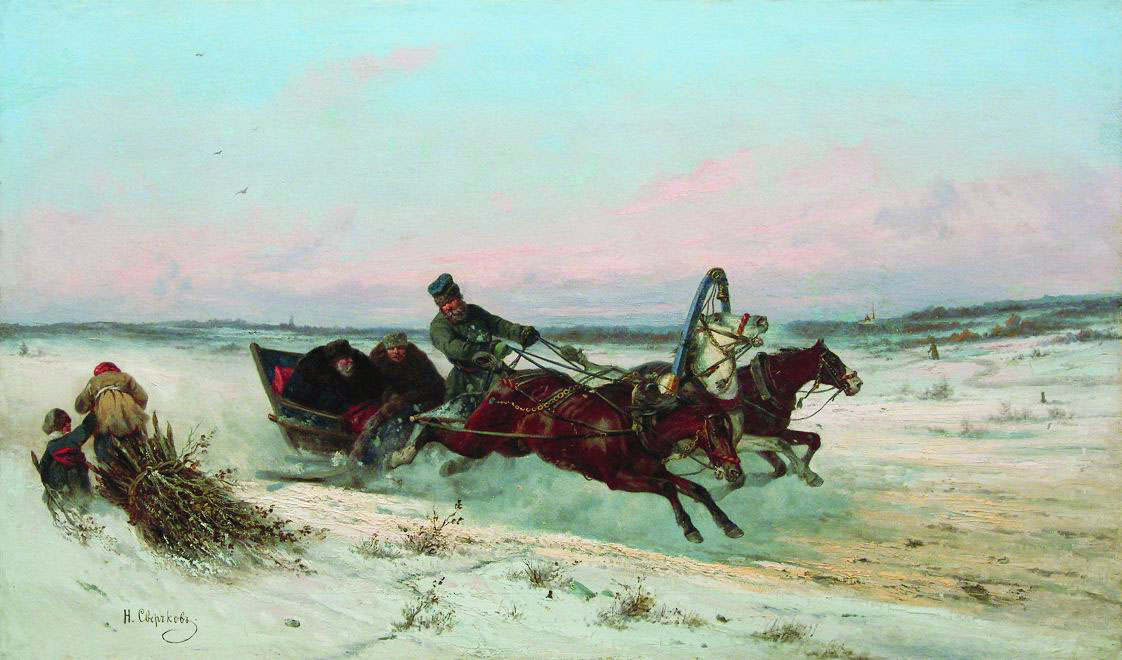
Nyikolaj Szvercskov: Trojka télen

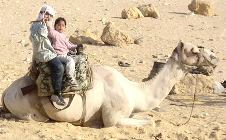
A dromedár az egypúpú teve, mint közlekedésii eszköz

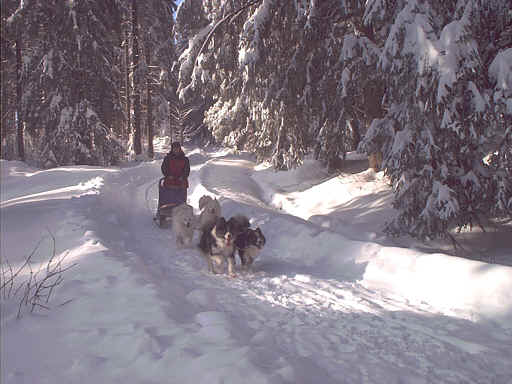
Kutyák vontatta szán

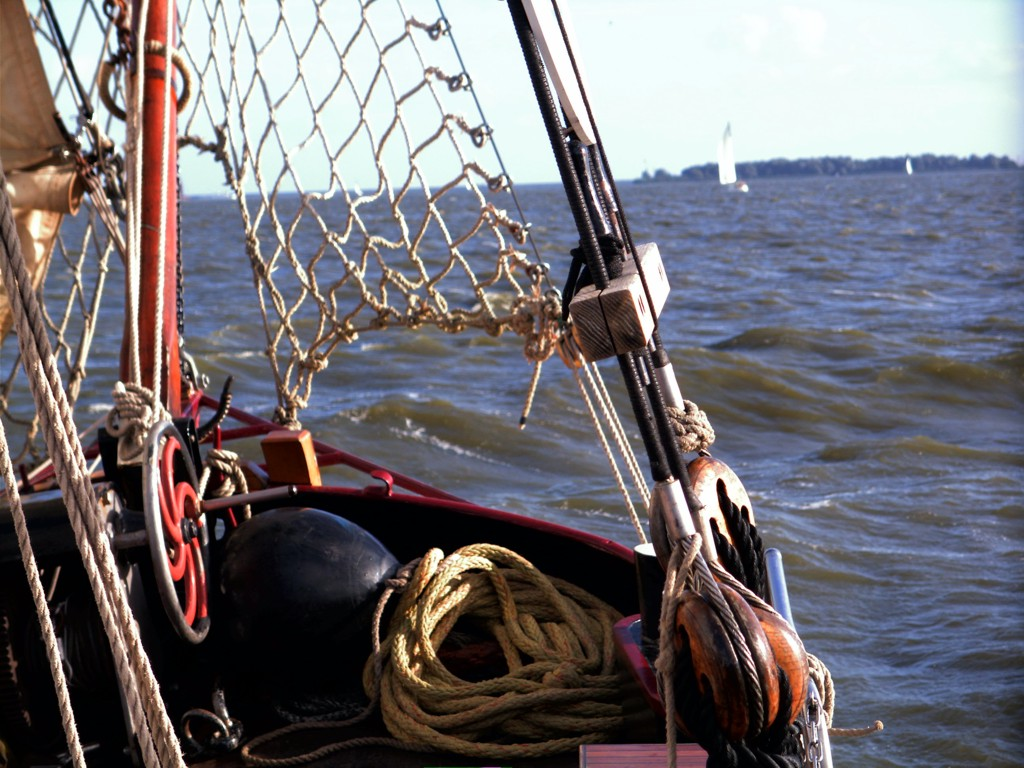
Kötélzet a vitorlás hajó hajóorránál

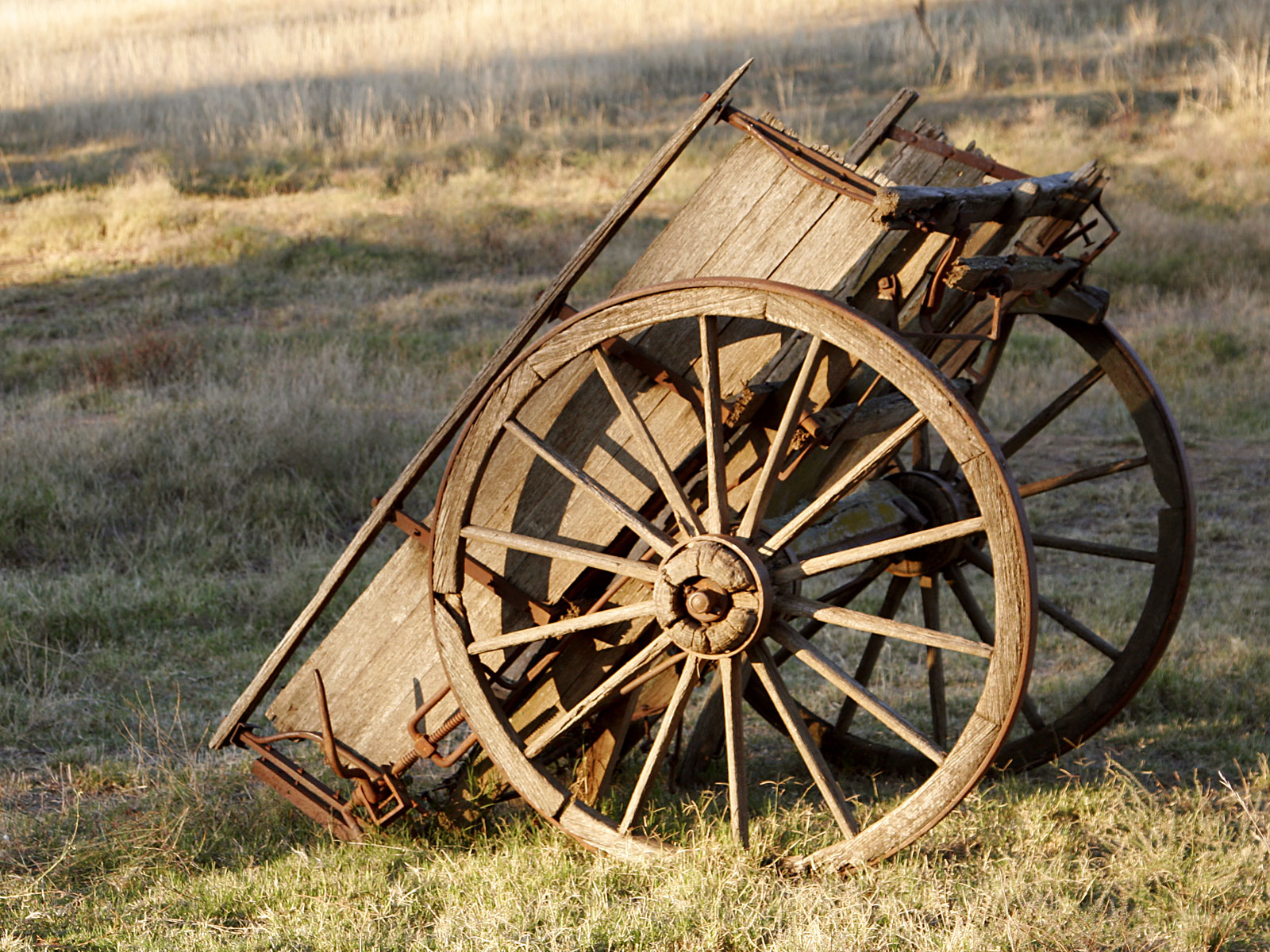
Nagy kerekű szekér Ausztráliában

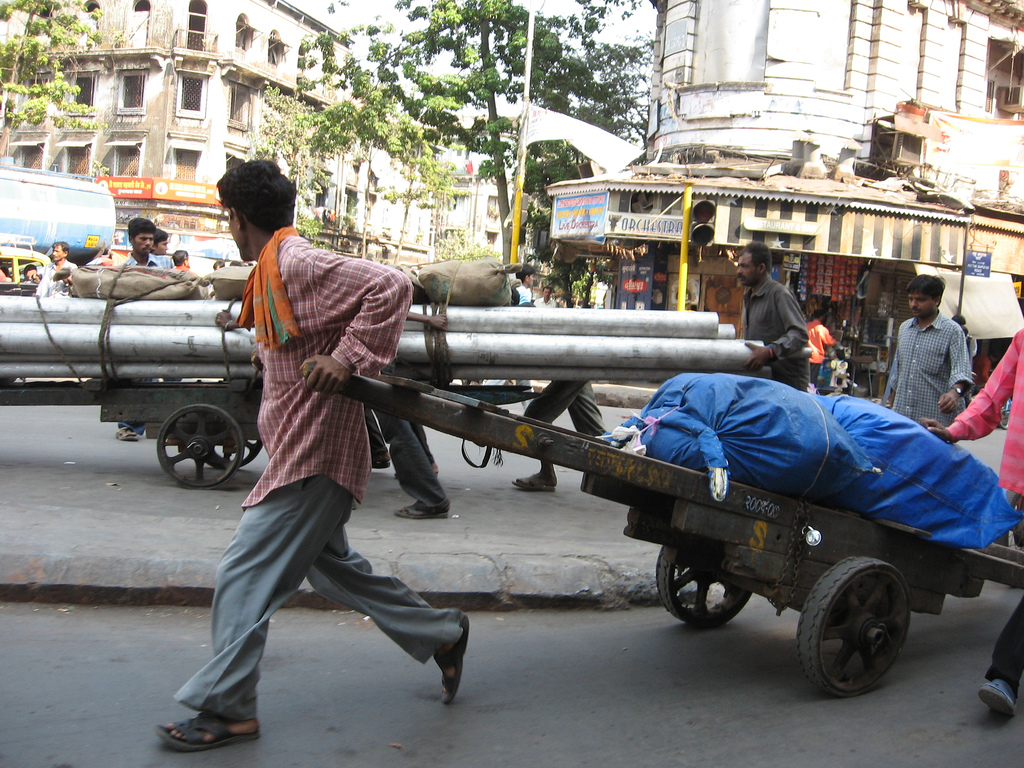
Kézikocsi

Az ősember idejében a mai értelemben vett utakról nem beszélhetünk. A folyók partjára (az ivóvízhez), a vadászó-halászó helyekhez őseink igyekeztek a legrövidebb utakon eljutni, hogy közben minél kevesebb akadályt kelljen legyőzni. Az állandóan követett irányokban idővel kialakult minden út őse, a gyalogút, az ösvény, a csapás. Ahol a terep nem gördített nagyobb akadályokat, ott egyedül a taposó láb „építette” az ilyen utakat. Néhol azonban szükség volt valamiféle útépítő munkára. Az őserdők sűrűjében utat kellett vágni (az őserdőkben a mai napig is így halad a karaván) – ahol meredek hegyre kellett felmenni, ott előbb-utóbb lépcsőfélét vágtak, hogy teherrel a hátukon könnyebben közlekedhessenek.
A közlekedési utak kialakulásának legnagyobb akadályai a mély szakadékok, a folyók voltak. A vihartól kidöntött fa adhatta a gondolatot őseinknek híd építésére. Ez roppant egyszerű volt: a ledöntött, ágaitól megfosztott, megtisztított szálfa felső oldalát kissé megfaragta, hogy az átjárás könnyebb legyen. Fejlettebb megoldás volt a hámból, kötelekből készített függőhíd, amilyenből ma is sok van használatban.
Az ember fejlődésének – még korai – szakaszában megtanulta, hogy néhány hasznos emlősállat (a ló, a szarvasmarha, a szamár) megszelídíthető. Ezeket azután teherhordásra és a saját személye szállítására is felhasználta. Az ökröt és a bivalyt szintén ősidők óta használják. Egyes vidékeken igen fontos teherhordó állat az öszvér. A sivatagok ősi közlekedési eszköze a teve. Ma is használják, 160–200 kg terhet is elvisz 40–50 km távolságra naponta. Ezenkívül még néhány állatnak: a kutyának, a rénszarvasnak, a jaknak, a lámának és az elefántnak van kisebb szerepe a közlekedésben. A kutya és a rénszarvas az eszkimóknak és a tundrák népeinek nélkülözhetetlen háziállata a szánhúzásban
Az igazi fejlődés akkor következett be, amikor őseink feltalálták az első közlekedési eszközöket (a szánt, a csónakot és a kerekeken gördülő kocsit).
- A szán talán az ember egyetlen közlekedési eszköze, amely működési elvét és ősi formáját a mai napig a legjobban megőrizte. A szán eredetét a hegyes vidékeken kell keresni. Őseinket bizonyára a természet tanította meg, hogy a meredek hegyoldalakon a kidöntött fa gyakran könnyen lecsúszik anélkül, hogy a hegyet hó vagy jég borítaná. Valószínű a síkvidékeken is rájöttek erre a fortélyra. A szán előnyeit a tél adottságai nélkül is fel lehetett ismerni, mert könnyebb a nagy terhet magunk után vonszolni, mint cipelni. Ezért van az, hogy Madeirában, ahol a havat nem is ismerik, a sima kövekből kirakott lejtős utcákon az ökrös szánok ma is közlekednek.
- Sokkal nagyobb jelentőségű közlekedési eszköz a csónak – szintén a természet megfigyeléséből keletkezett. Őse a kidőlt, a folyóban szabadon úszó fatörzs. Őseink megfigyelhették, hogy az ilyen úszó fákra állatok kapaszkodtak. Minthogy éhsége és a kíváncsisága hamarosan a vízre kényszerítette, értékesítette e megfigyelését. Először bizonyára kézzel, majd rúddal irányította a „csónakot”, s idővel rájött az evezés elvére. A keskeny szálfa ingatag volt. Megpróbált több fát összetákolni. Így keletkezett a tutaj. Mivel ennek kormányozása elég bonyolult volt, visszatért az egyes szálfához. Az akkor meglévő szerszámaival kivájta, kiégette a belsejét. Ez azonban még mindig túl nehéz volt. A vesszőből font, néha kosár alakú, vagy az összevarrt állatbőr sokkal könnyebb járművet eredményezett. Az első vázas szerkezetű csónakokkal kezdetét vette a hajóépítés. A váz (ma hajóbordázat) és a héj minden hajószerkezet két legfőbb eleme. A hajózás fejlődésében a következő lépcsőfok a vitorla felfedezése. Addig az ember saját testi erejére volt kényszerítve, legfeljebb a folyók sodra segítette a haladásban. A vitorla használata viszont az ember szolgálatába állította a szél energiáját. A malájok, az ausztrál szigetek lakói találták ki a páros csónakot és az egyensúlyozó gerendával felszerelt csónakot, ami a felborulás ellen nagy biztonságot ad. A csónak a víz mellett élő népek legfontosabb közlekedési eszközévé vált. Ezt később hajóvá fejlesztették.
- A szánnál és a csónaknál is nagyobb jelentősége volt a kerekes járművek: a taliga, a szekér és a kocsi felfedezésének. Ezt szinte forradalmasította a szárazföldi közlekedést.

## A gördülő közlekedés
A keréken gördülő szekérhez vezető út hosszú volt. Az első ötletek akkor keletkezhettek, amikor nehéz tárgyakat a talajon vonszolva alájuk dorongokat helyeztek, hogy azokon gördíthessék. (A mai tudásunk szerint a piramisok építéséhez is használták e technikát!) Később őseink rájöttek, hogy könnyebben megy a munka, ha a teher alá helyezett fatörzs közepe nem súrlódik egész felületével a talajon. A dorong közepét megvékonyították és a két vége megmaradt eredeti vastagságában. Ez egy lépésre volt attól, hogy a dorongot meghagyják tengelynek, a két végét pedig korongkerékké formálják. Az egy darabból készült szerkezetet erősítették rá az első primitív taliga aljára. Aztán még hosszú időnek kellett eltelnie ahhoz, hogy a tengelyt szilárdan rögzítsék a taliga aljára és a kerekeket külön készítsék el, amelyek most már a tengelyen és nem azzal forogtak.
A nehézkes korongkerék csak nehezen alakult át küllős kerékké, oly módon, hogy a korongot könnyebbé tették, belső részeiből egyre nagyobb darabokat vágtak ki, majd a kereket mind több és több darabból állították össze. A kerekes járművek fejlődését egyre könnyebb kerekek jelzik.
A kerekes jármű megalkotása az emberi civilizáció szempontjából óriási jelentőségű volt.
A kerekes kocsik feltalálása azonban korántsem jelentett volna olyan nagy haladást, ha nem találta volna ki az ember, miként kell felszerszámozni az állatokat! Ez a fejlődés részben a földműveléssel, részben az ércek feldolgozásával volt összefüggésben. A földművelésben az eke felfedezése és használata óriás fejlődés volt a kapával szemben. Az ércek kiolvasztásának felfedezése rövid idő alatt számottevő bányászatot és ipart fejlesztett ki. Az ércek nagy távolságra juttatása széles körű szállítási tevékenységet fejlesztett ki. A vándorló nomád népeknél a fedeles szekér egyben lakásul is szolgált.
A régimódi nehézkes szekérközlekedésnek ma is fontos szerepe van. A jó utakban szegény Argentínában, Brazíliában, Dél-Afrikában a kevésbé civilizált területeken 10-12 pár ökröt fognak a nehéz szekerek elé, amelyek 30-40 mázsa terhet mozgatnak meg, napi 20–25 km-re szállítva.

## Az ókor népei szárazon és vízen

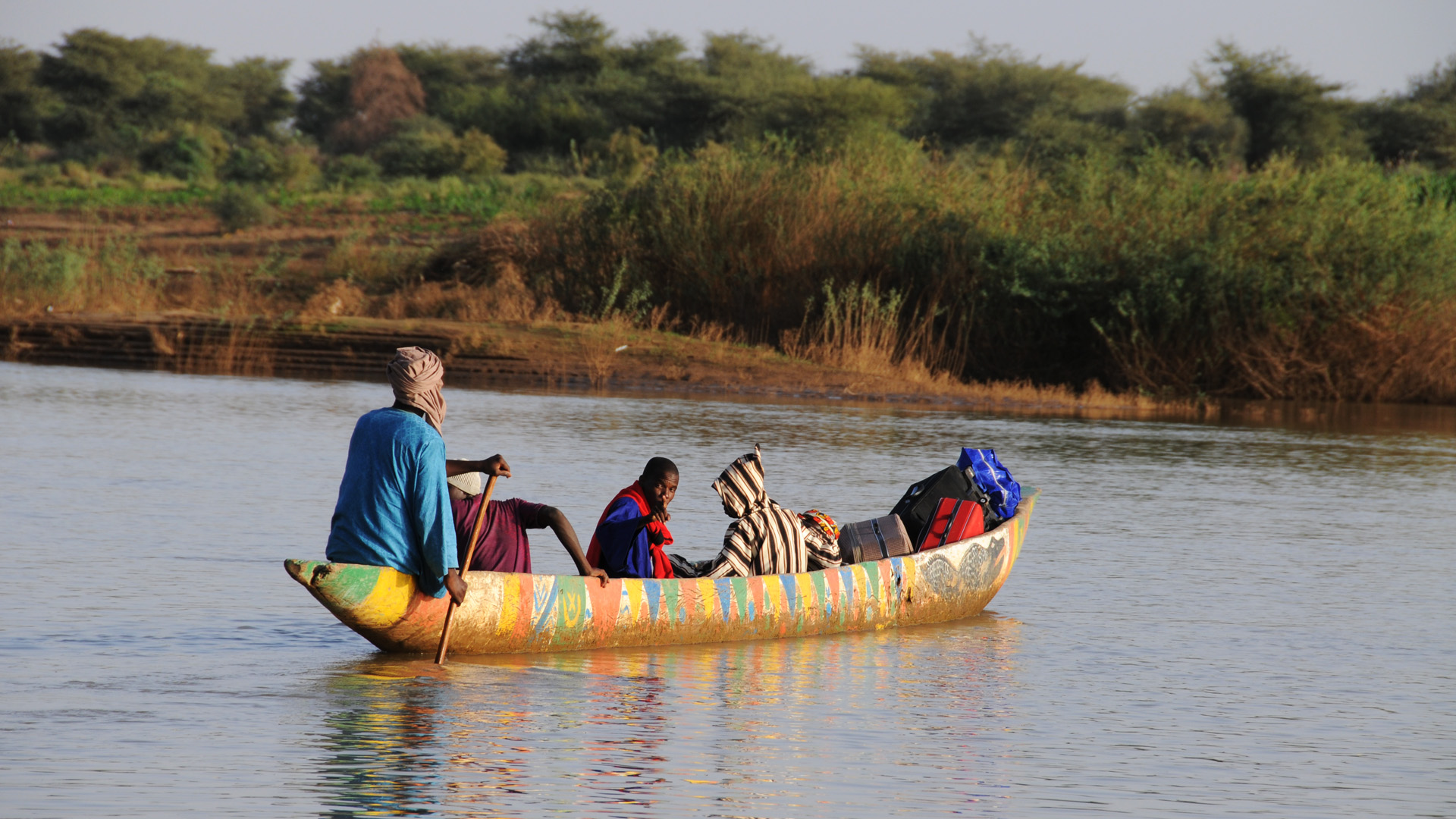
Afrikai evezős csónak

Az i. e. 1000 évet megelőző évezredek öröksége nyomán az ókor népei hatalmas közúthálózatokat hoztak létre, amelyeken a békés életet és a hadviselést szolgáló járművek közlekedtek, csatornákat, kikötőket építettek, közben flottáik gyarapították az államok gazdaságát és hatalmát. Csak a nagy vagyonok felhalmozódása tette lehetővé az út- és hídépítést, a kocsigyártást és a hajóépítést. A közlekedési eszközök nagyarányú fejlődéséhez kellett a vas megismerése is.

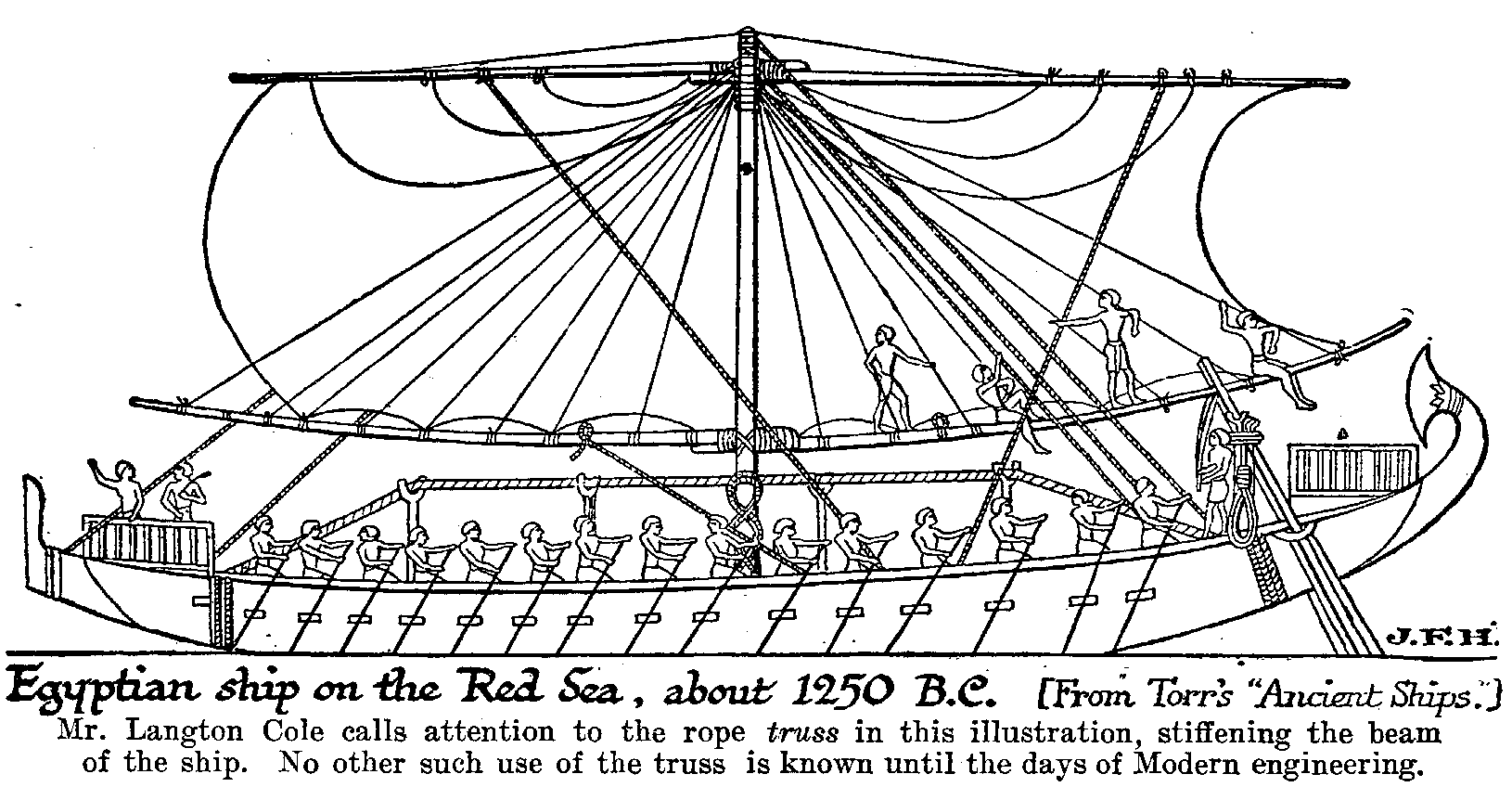
Ókori egyiptomi hajó

Az ókorban a közúti közlekedésé mellett a hajózás fejlődése sem maradt el. A kőből készült szerszámok helyett a fémből készült eszközök lettek használatosak, a fakérget és bőrcsónakokat felváltották a nagyobb hajók építése. Ezek a hajók már gerendából készültek és gyalult deszkaburkolat alkotta a váz burkolatát. Az ipar, a kereskedelem fejlődésével növekedett az elszállítandó áruk mennyisége. Ezeket, ahol lehetett, vízi úton kellett elszállítani, annak olcsósága és kényelme miatt. A folyók, tengerek partjain a kikötésre legalkalmasabb helyeken, a kialakult kereskedelmi útvonalakhoz és az épülő közutakhoz való csatlakozásoknál városok keletkeztek, amelyek a vízi közlekedés gócpontjaivá váltak. A kezdetektől fogva hajózás folyt a tavakon, a folyókon, valamint a tengerpartok mentén, és a használt csónakok, illetve hajók lényegében azonos járművek, függetlenül attól, hogy milyen vízen közlekednek. Mégis jelentős különbség van a belvízi és a tengeri hajózás között.

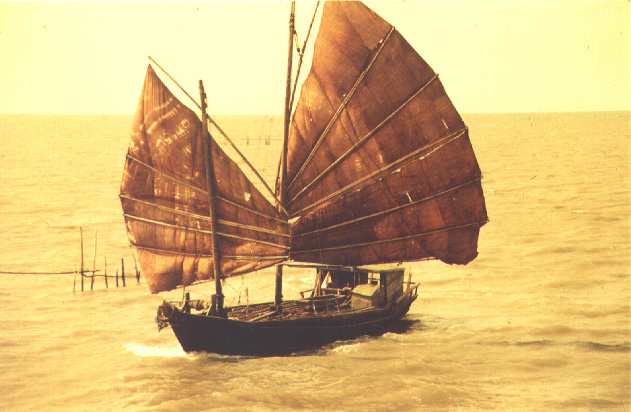
Indonéziai halászcsónak

A folyami hajózás minden bizonnyal ősibb, mint a tengerhajózás. Időszámításunk előtt, már évezredekkel korábban Egyiptomban, Mezopotámiában, Kínában a belvizeken élénk hajózás volt. A Nílus, a Tigris és az Eufrátesz hullámai nemcsak csónakokat, tutajokat, hanem nagy hajókat is hordoztak. Az egyiptomiaknak fejlett hajóiparuk volt. Ők a hajóikkal már a tengerre is kimerészkedtek. 2000 évvel ezelőtt a Dunán már jártak görög hajók. A nyomok szerint Orsováig jutottak el. A rómaiak viszont már korábban hajóztak a Duna felsőbb szakaszain. (Pannónia, német területek)
A tengerhajózás kezdetben csak a partközeli vizekre korlátozódott. Nem mertek messzebb kerülni a partoktól, kedvelték a sok kis öblöt, a szigetek, lagúnák védelmét a viharok ellen.

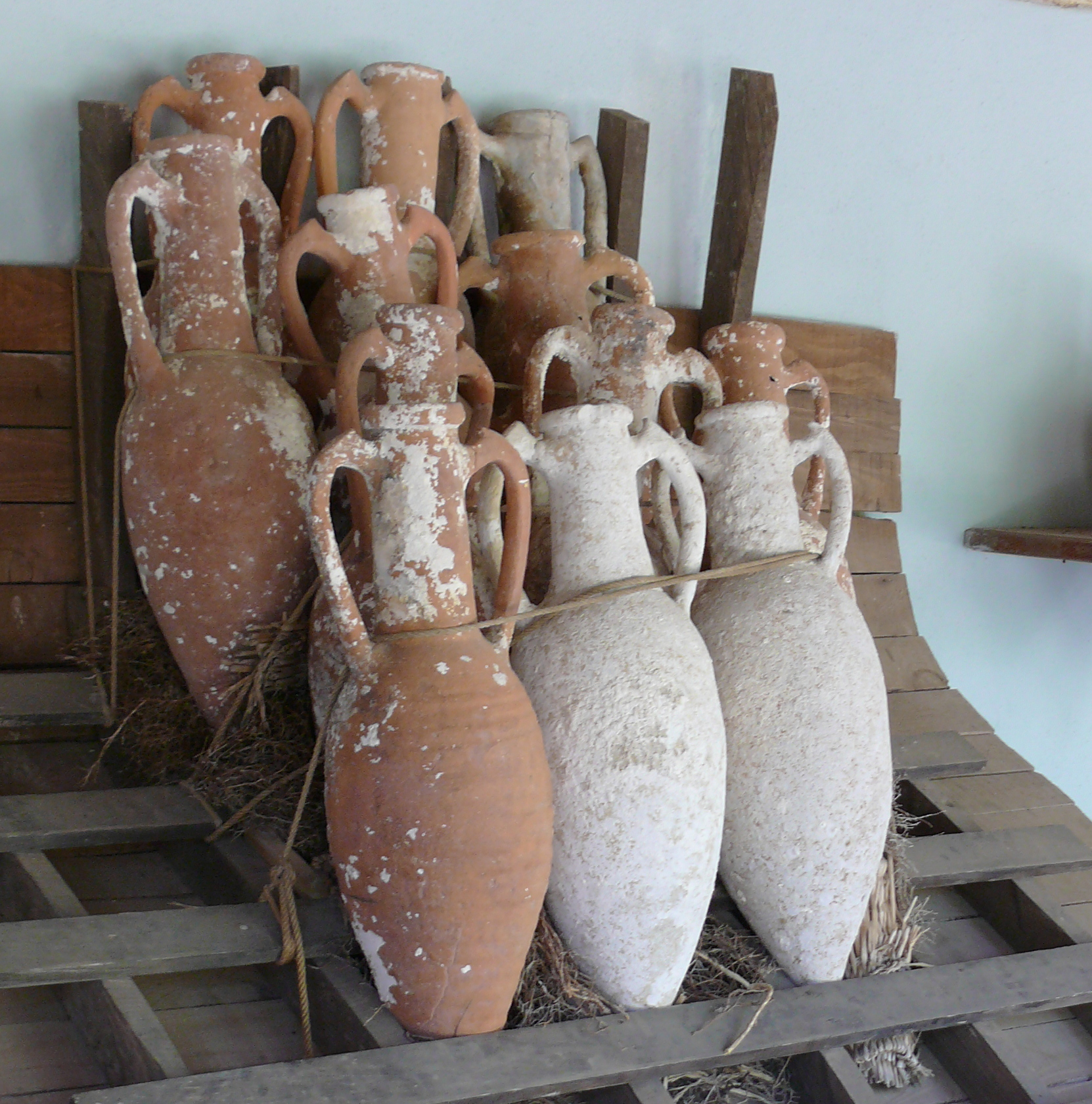
Amforák rögzítése a hajótérben

A legnagyobb tengerhajózó népek az ókorban a föníciaiak és a görögök voltak, akiknek az életkörülményei és országaik földrajzi adottságai kedveztek a tengerhajózás fejlődésének. Fönícia kicsiny, hatalmilag jelentéktelen ország volt, de ott találkoztak az ókor legnagyobb államait összekötő utak. Ezen felül Libanon lejtőin nagyszerű cédrus erdők voltak, amelyek fája kitűnő hajó-építőanyag volt. E kis népből az első nagy hajózónemzet lett. Nagy távolságokat bejártak, kereskedelmi kapcsolataik voltak Arábiával, Kelet-Afrikával és Indiával. Eljutottak az Északi-tengerig. Sok gyarmatot alapítottak. (Egyes vélemények szerint a föníciai név is az egyiptomi „fenecchu”, azaz „hajóépítő” szóból származik.) Ezek a hajók elsősorban evezőshajók voltak, de rendelkeztek vitorlákkal is. Ezek a vitorlák azonban kiegészítő jellegűek voltak. A hajók alapját a vastag gerendákból épített hajógerinc képezte. Ezekhez illesztették a hajlított gerendákat, amelyek a hajó orrának és farának formáját adták meg.
A személy és áruszállítás mellett az i. e. 8-7. században kialakultak az első hadihajók. Ezek jellegzetessége a döfőorr volt. Ennek célja az, hogy ellenséges hajó palánkjába léket üssön. Az i. e. 6. században fejlesztették ki a görögök az ókor tipikus hadihajóját, a triérészt, amelyet 170 evezős hajtott. Ebben a hajóban az evezősök már három sorban ültek. Utazósebessége kb. 12 km/h volt – rövid ideig (támadáskor) ennek kétszeresére is képes volt.
Jelentős szerepük volt még a karthágóiaknak és a rómaiknak is. A két hatalmas állam versengett a Földközi-tengeri kereskedelmi utak ellenőrzéséért. Eddigre, az i. e. 3. századtól, a kereskedelmi tengerhajózásban megfordult az evező és a vitorla szerepe. Megkísérelték az ellenszélben való hajózást is (lavírozás). A vitorlázás technikája sokat fejlődött. Lassan a hajózás bonyolult mesterséggé vált.
Plutarkhosz történetíró elbeszélte, hogy egyszer a szicíliai partokon gabonával megrakott hajók álltak, amikor hirtelen nagy vihar kerekedett. A hajósok vonakodtak hajóra szállni. Ekkor Pompeius, a híres római hadvezér rájuk rivallt: „Navigare necesse est, vivere nonest necesse!” És a kegyetlen parancsra a hajósok elindultak.

## A közlekedés fejlődése
A Római Birodalom bukásával, a történelmi változásokkal együtt, nemcsak a társadalmi-gazdasági fejlődés, hanem a közlekedés is változott. A „sötét középkor” korántsem volt olyan sötét, mint sokan gondolják. Igaz, hogy a római birodalom magas színvonalú közúti közlekedése elsorvadt, évszázadokig utakról sem volt érdemes beszélni, de a hanyatló évszázadok után ismét a fellendülés, a haladás korszaka következett. Lassan érlelődött az ipari forradalom. Az ipari forradalom pedig oka, de egyben következménye is a közlekedés forradalmának, a modern közlekedés kialakulásának.

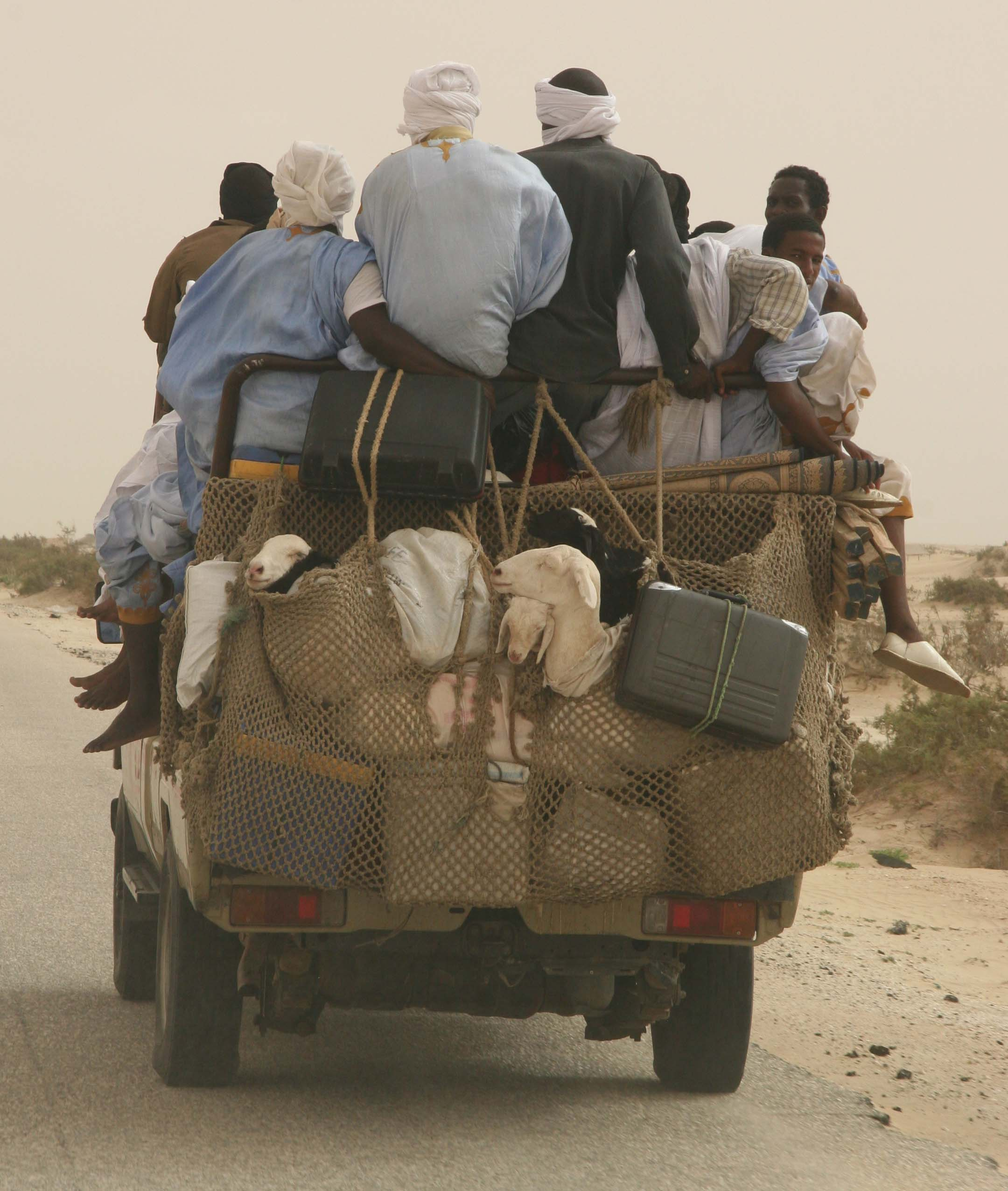
Tömegközlekedés

A gőzgép megjelenéséig a szél és a víz energiája mellett az egyetlen erőforrás az állati erő volt. Az állatok felszerszámozása, a hám nagyon sokáig olyan tökéletlen volt, hogy az állati erő nagyobb része teljesen kárba ment. A 10. században az állatok felszerszámozása terén jelentős fejlődés ment végbe. S alig pár száz év alatt, a hám felvette a mai modern alakját. Azaz, az állat lapockáján fekszik a hám, ezáltal lehetővé válik erejének teljes kihasználása. A 900-as évek elején megjelenik a patkó.
Egy másik fontos újítás a közlekedéstechnikában a hajók kormányszerkezetének kialakítása. A középkorig a hajóknak olyan kormányszerkezete volt, ami alig különbözött az evezőtől, csak némileg át volt alakítva a kormányzás céljaira. Ezt nagyobb hajóknál annak farához erősítették és emelővel látták el, hogy a mozgás lehetőségét fokozzák. Ez gátolta a hajók méretének a növelését. A 13. században jelent meg a modern kormánylapát, amely a hajóteknőnek erre a célra szolgáló nyúlványához volt erősítve, s ezzel a hajótest szerves része lett. Mélyen a víz alatt helyezkedik el, ezért a hullámok nem befolyásolják. A mérete növelésével az egész hajó mérete növekedhetett. A szerkezet lehetővé tette, hogy a hajósok uralkodjanak a hajó mozgása felett, s széllel szemben is vitorlázhassanak. Ez (is)tette lehetővé, hogy a part menti hajózásról áttérjenek a tengereken, az óceánokon való hajózásra.

### A hajózás kezdetben

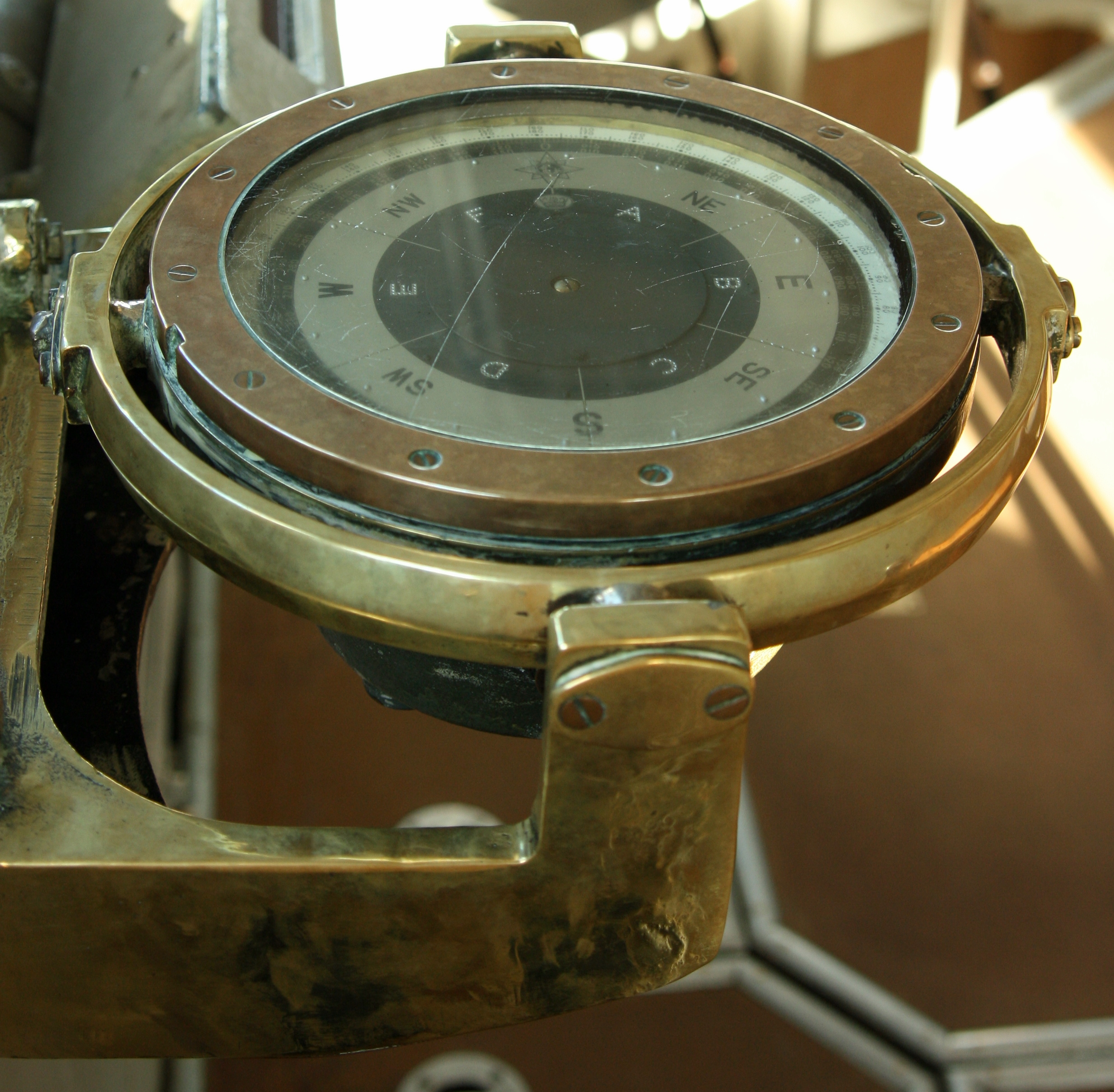
Hajózási iránytű

A tengeri hajózás a középkorban szinte ugyanúgy folyt, mint az ókorban. A földközi-tengeri hajózástól függetlenül azonban Európa északi partjain is élénk tengeri forgalom alakult ki. Az északi népek közül a vikingek (normannok) emelkedtek ki, mint vakmerő hajósok. A 8. és 9. században uralták Európa tengereit. A hajóik orrán látható sárkányoktól évszázadokon át rettegtek Észak és Nyugat-Európa lakói. Kalandozásaik során – iránytű nélkül – eljutottak Észak-Amerikába, ami a fejlettebb vitorlázással hozható összefüggésbe. A vikingek számos települést alapítottak. Uralkodtak Grönlandon, Izlandon és Észak-Európában is.
A 9-11. században fejlődött ki az orosz kereskedelmi hajózás. Az orosz vitorlás hajók gyorsan fejlődtek, ezeken az evezők csak másodlagos szerepet kaptak. Ugyanakkor a bizánci kereskedelmi és hadihajókat csaknem kizárólag evezős rabszolgák továbbították. Az észak-európai és a földközi-tengeri hajózás a 11. században kerültek kapcsolatba egymással. Oroszlánszívű Richárd lovagjai a 12. században már nem akarták az utat Velencéig szárazföldön megtenni.
Északon a Hanza-városok szövetségének 250 hajója volt. Virágkoruk a 14. században volt. Hatalmas kereskedelmi forgalmat bonyolítottak le Angliával és Nyugat-Európa városaival. Délen a Földközi-tengeren Velence és Genova harcolt az elsőbbségért.
A hajózás fejlődésében hatalmas lépés volt a mágneses iránytű használata. A 13. században jutott el Kínából Európába.
Ebben az időben fordult minden figyelem a vitorlázás felé. A hajótest magas felépítményeket kapott. A hajó orra alig különbözött a farától. Ez az új hajótípus volt a kogge. Ez lassú, nehezen kormányozható volt. Viszont volt egy előnyös tulajdonsága: öblös hombáraiban 1000 tonna árut is elvitt. Ekkor épültek 1200 utast szállító hajók is, 120 főnyi legénységgel.
Diaz, aki 1486-ban megkerülte Afrikát, már egy új típusú hajót használt: a karavellát.

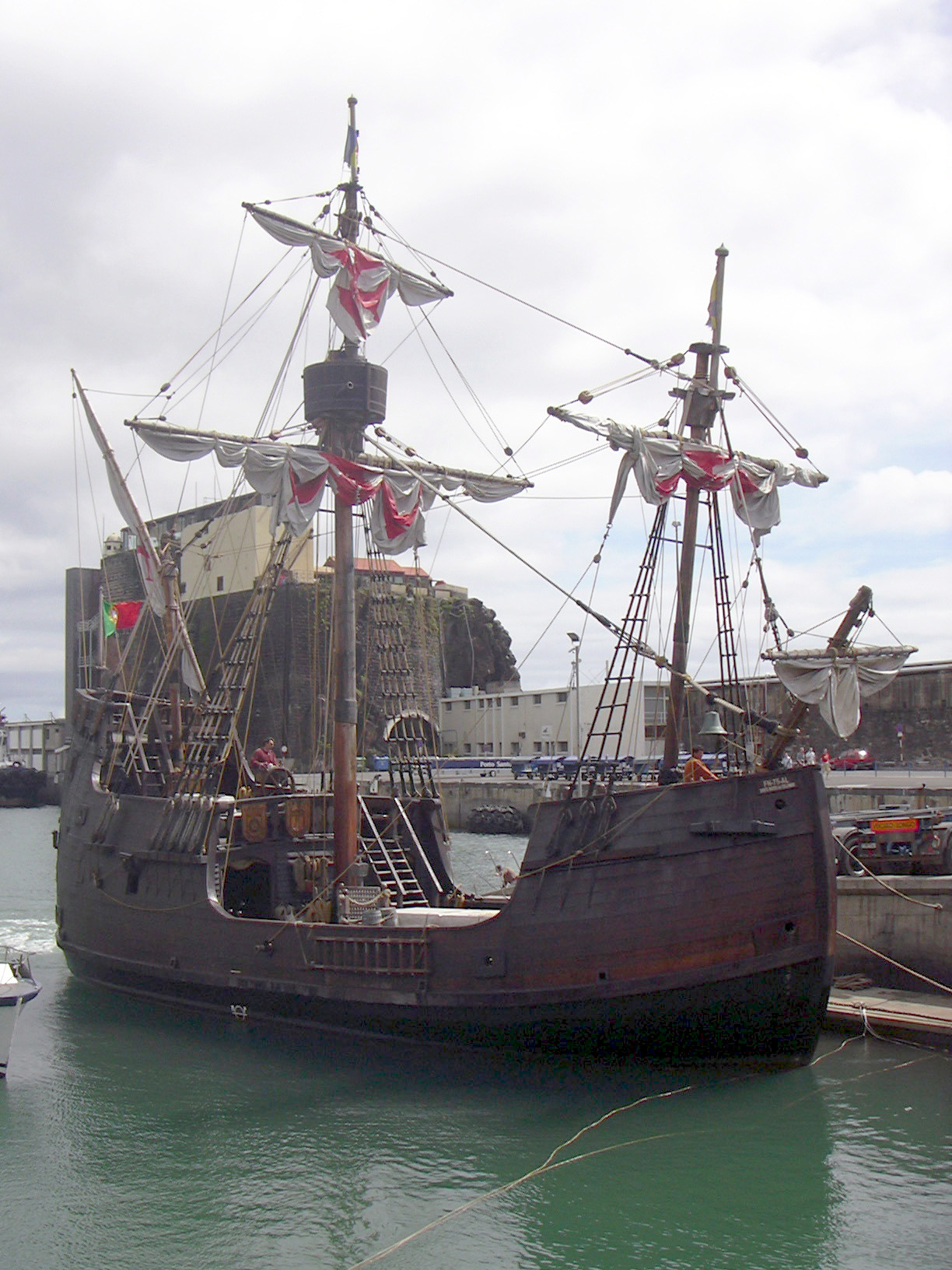
Kolumbusz Kristóf: Santa Maria hajója

A 16. század nagy utazói, az ’Újvilág’ felfedezői, híres útjaikat karakk típusú hajókon tették meg. Kolumbusz híres hajója, a „Santa Maria” a saját korában sem számított nagy hajónak.
Az Indiába vezető út és Amerika felfedezése indította meg a tengerhajózás felvirágzását. A nagy gyarmatbirodalmak is ezután alakultak ki. Ekkor volt a tengeri kalózkodás virágkora is. Ugyanakkor tökéletesítették a hadihajókat is.
A holland Hugo Grotius 1609-ben fogalmazta meg a „mare librum”-ot. Ez azóta a tengeri jog legfontosabb alapelve. Eszerint mindenki szabadon hajózhat a nyílt tengereken, amelyek az egész emberiség tulajdonát képezik.
Anglia tengeri uralmának alapjait Erzsébet királynő vetette meg a 16. század végén. Ekkor zajlott le a vitorlás flották nagy erőpróbája, az angol-spanyol háború. A spanyol „Győzhetetlen Armada” veresége bebizonyította a korszerűbb vitorlás hajók és az erős tüzérség fölényét.
A 16. és 17. században az ipar, a kereskedelem és a tudomány általános fejlődésével párhuzamosan a hajóépítés is nagy fejlődésen ment át. A pusztán gyakorlaton alapuló hajóépítést felváltotta a tudományos elméleten, a számításokon alapuló hajóépítő munka.

Hatalmas jelentősége volt a tengerészeti órák (kronométerek) megszerkesztésének.
A 18. századtól a 19. század közepéig terjedő időben volt a vitorlás flották aranykora. A hajóépítés mérnöki tudománya újabb nagy haladást tett. Franciaország és Oroszország tudósai új törvényszerűségeket tártak fel. Meghatározták a mozgó hajó által keltett vízellenállást, matematikailag kiszámították a hajók úszóképességét, állékonyságát, teherbírását és a vitorlák legjobb használatát. A hajók jellegzetes fekete-fehér színezéssel célszerű külsőt kaptak, a korábbi gazdagon aranyozott, bonyolult díszítéseket elhagyták. Az óceánokon megjelent az egyetemes típusú kereskededőhajó, amely szinte mindenre alkalmas volt. A szállítási feladatok mellett felvette a küzdelmet a kalózok ellen, sőt részt vehettek a rendes háborúkban is.
A középkorban nemcsak a tengerhajózás tett meg hatalmas utat a fejlődésben, de a belvízi hajózás is nagyot fejlődött.

### A közlekedés forradalma: a vasút

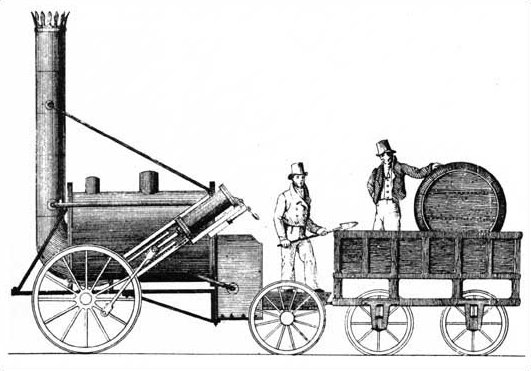
George és Robert Stephenson Rocket nevű gőzmozdonya

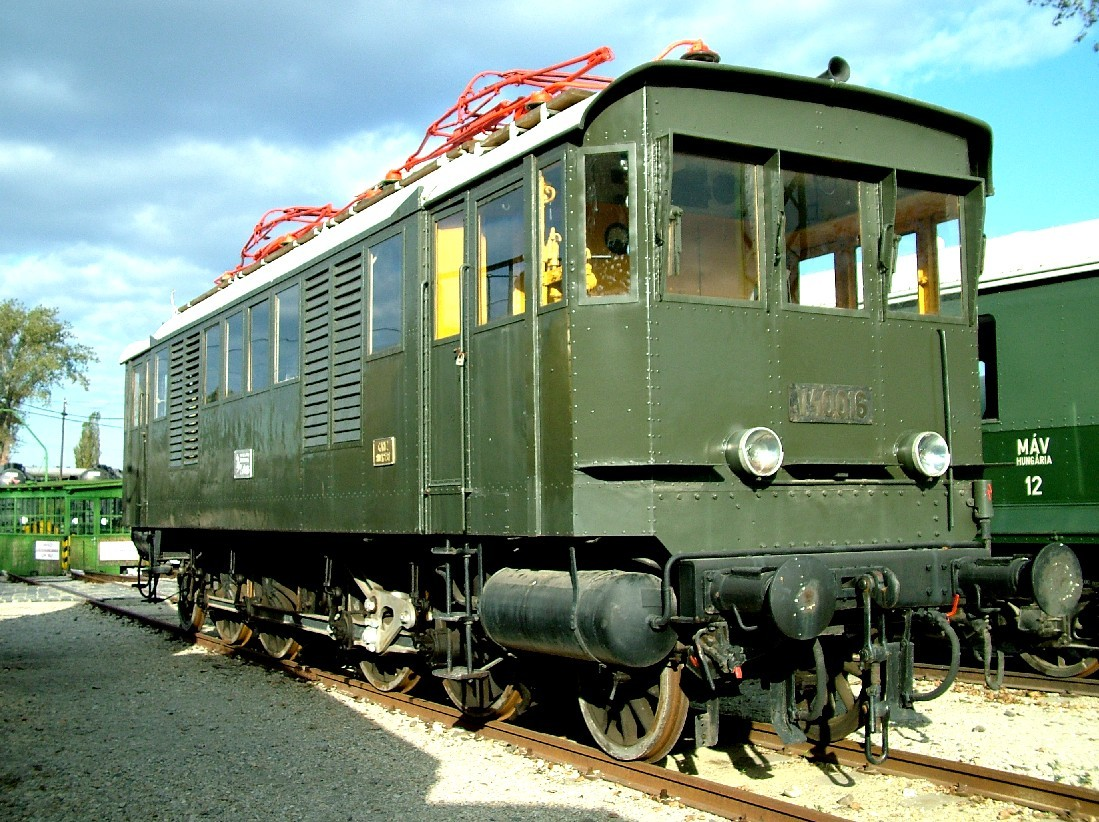
Kandó villamos mozdony

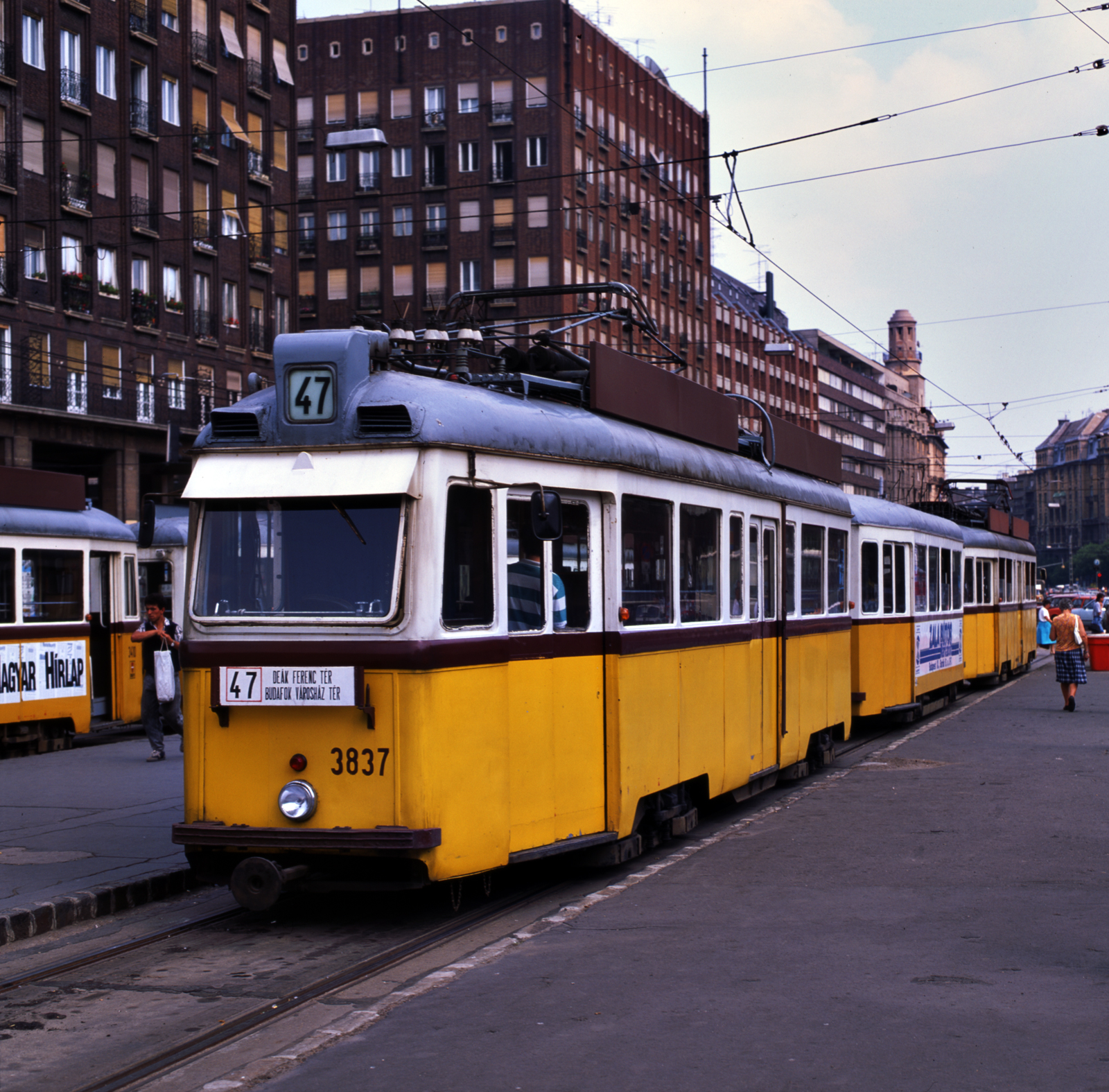
A 47-es villamos végállomása Budapesten

A 18. század végén Angliából kiindult ipari forradalom a gőzgép és más alapvető technikai találmányok alkalmazása, a szénbányászat, és a vasgyártás kifejlődése, a gyáripari termelés kialakulása során egyre kevésbé voltak elégedettek a korabeli primitív közlekedéssel. A fejlődés olyan szállítási igényeket támasztott, amelyek szükségképpen a vasút megszületéséhez vezettek. Csak a vasút volt képes a szárazföldön nagy tömegek, gyors, olcsó, rendszeres és biztonságos továbbítását megoldani. A fellendülő tőkés termelés tudta azokat a feltételeket biztosítani, amelyek nélkül a temérdek vasat és szenet fogyasztó fejlett technikát kívánó vasút nem születhetett volna meg.
A sínpálya története a 16. századig nyúlik vissza, amikor az ember vagy ló vontatta, síneken mozgatható egyszerű járművek megjelentek. Az első közforgalmú lóvasutat 1825 és 1832 között építették meg Linz és Budweis között. Az első gőzmozdony is 1801-re készült el. A közforgalmú, bárki által igénybe vehető, gőzvontatású vasút története 1830-tól keltezhető.
A vasút őse a 16. századi bányákba telepített fa nyompálya volt. A nyompályákon gördülő csilléket először emberi erővel, később lovakkal mozgatták. Az 1760-as évek angliai újítása volt a vasból készült pálya, amelyen megjelentek a lóvontatású eszközök is. Az első személyszállításra használt közforgalmú vasúttársaság 1803-ban a Surrey Iron Railway volt. Ezek a lóvonatású vasutak még nem adták meg az igazi versenyelőnyt a kor közúti közlekedésének. 1827-ben Magyarországon is folytak kísérletek a lóvasút meghonosításával, de a kísérlet nem bizonyult kifizetődőnek.
A vasút legfontosabb feladata kezdetben nem a személyszállítás, hanem az áruszállítás volt. Az osztrák kormányzat magyarországi vasútépítési politikáját a birodalmi érdek határozta meg. Az országot be kívánták kapcsolni a Bécs-központú vasúti hálózatba, ami egyrészt a centralizációt és a katonai érdekeket szolgálta, másrészt lehetővé tette a magyar élelmiszerek és ipari nyersanyagok nagy tömegű és gyors szállítását a birodalom többi részébe. A Bécs és Pest-Buda közötti összeköttetés első lépcsőjeként épült ki 1846-ban a Pestet Váccal összekötő szakasz. A szabadságharc előtt már sínpár futott Bécsújhelytől Sopronig, illetve Pesttől Szolnokig. A császárváros és Pest között a vasúti összeköttetés 1851-ben valósult meg, Pozsonyon keresztül.
Magyarország főbb gabonaterületeit érintette a Bécs-Pest-Szeged-Temesvár vasútvonal, és az állattenyésztő övezeteket kapcsolta be a birodalmi forgalomba a Bécs-Pest-Szolnok-Debrecen vonal. Gyorsan kiépültek az ország szén és vasérctelepeit összekötő vasúti pályák is. A kiegyezés után valóságos vasútépítési láz kezdődött. A vasút álmos településeket emberektől nyüzsgő kereskedelmi és ipari központokká varázsolhatott. A földből kinövő pályaudvarok, az indóházak forgalmi gócpontokká válva alakították át a városok arculatát. A vasútnak köszönhette gyors fejlődését Szombathely vagy Temesvár, ugyanakkor a vasút hiánya hátráltatta pl. Baja vagy Veszprém polgárosodását.
Pesten még 1846 nyarán átadták a Magyar Középponti Vasút indóházát, a Nyugati pályaudvar elődjét. A Déli indóházból kifutó vonatoknak sziklába fúrt alagúttal nyitottak utat Trieszt felé. A Losoncnak tartó szerelvények a Losonci pályaudvarról indultak.
A vasút diadalát kétségkívül a gőzgép alkalmazása hozta el. Az első sikeres gőzmozdonyt Richard Trevithick (1773–1833) építette, és 1804-ben öt teherkocsit és 16 utast szállító kocsit vontatott el vele Pen-y-Darentől 16 kilométerre. Az igazi technikai áttörést azonban George Stephenson (1781-1848) nevéhez kötjük, aki összesen 17 kísérleti mozdonyt épített. 1825-ben a Locomotion No. 1 nevű mozdonyával nyitották meg a világ első közforgalmú gőzüzemű vasútját Stockton és Darlington között. Leghíresebb mozdonya azonban a Rocket, amellyel 1829-ben elnyerte a Liverpool & Manchester Railway Company díját. Ez a mozdony már a következő száz év mozdonyainak minden lényeges jellemzőjét magán hordozta. Mozdonyai 4' 8,5" = 1435 mm-es nyomtávval rendelkeztek, és ez a nyomtáv a mai szabvány
A villamosmozdonyt és a villamos vasutat 1879-ben a német Werner von Siemens találta fel. A vasút villamosításában úttörő szerepet játszott a magyar Kandó Kálmán.

### A gépi hajózás

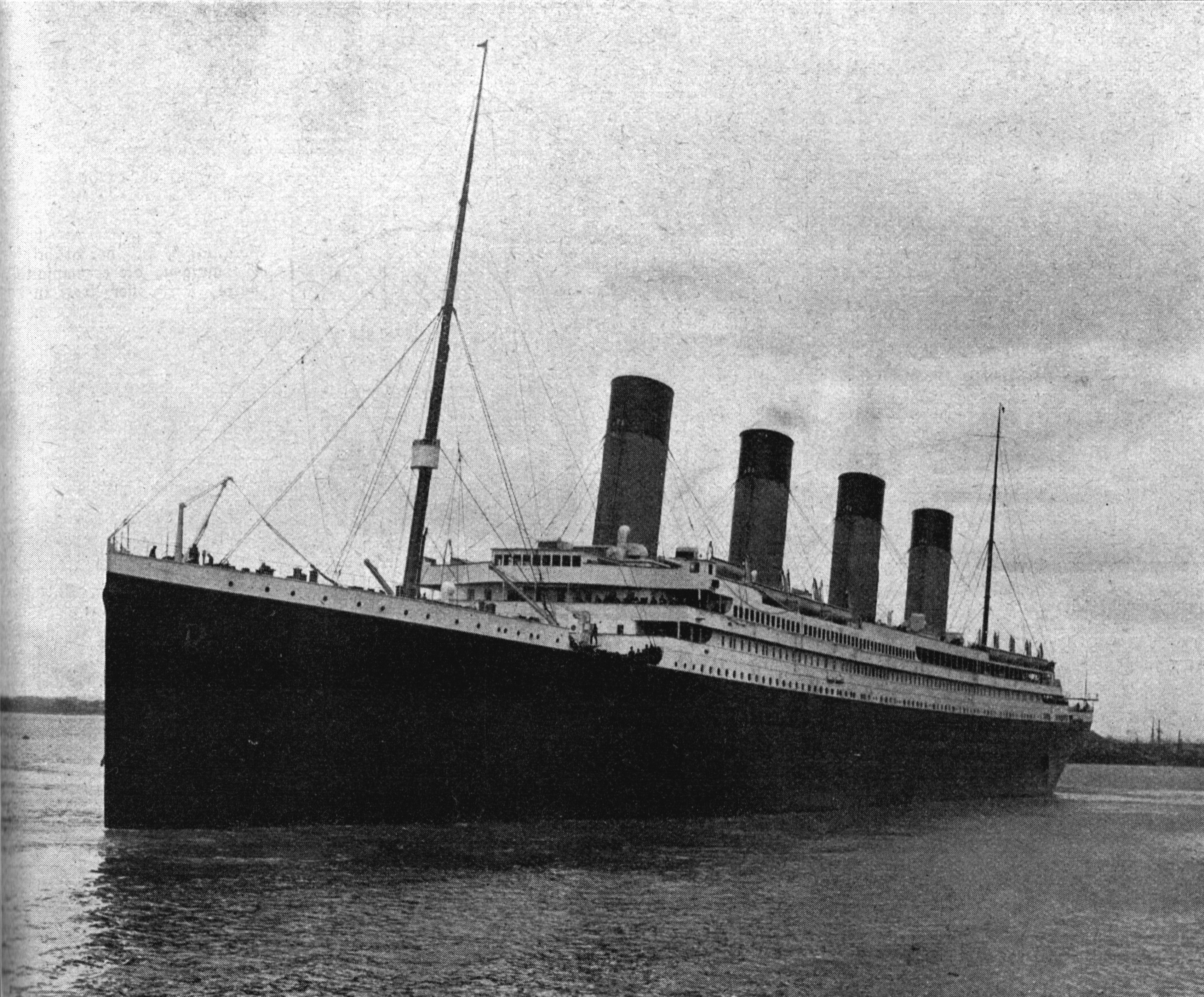
A Titanic

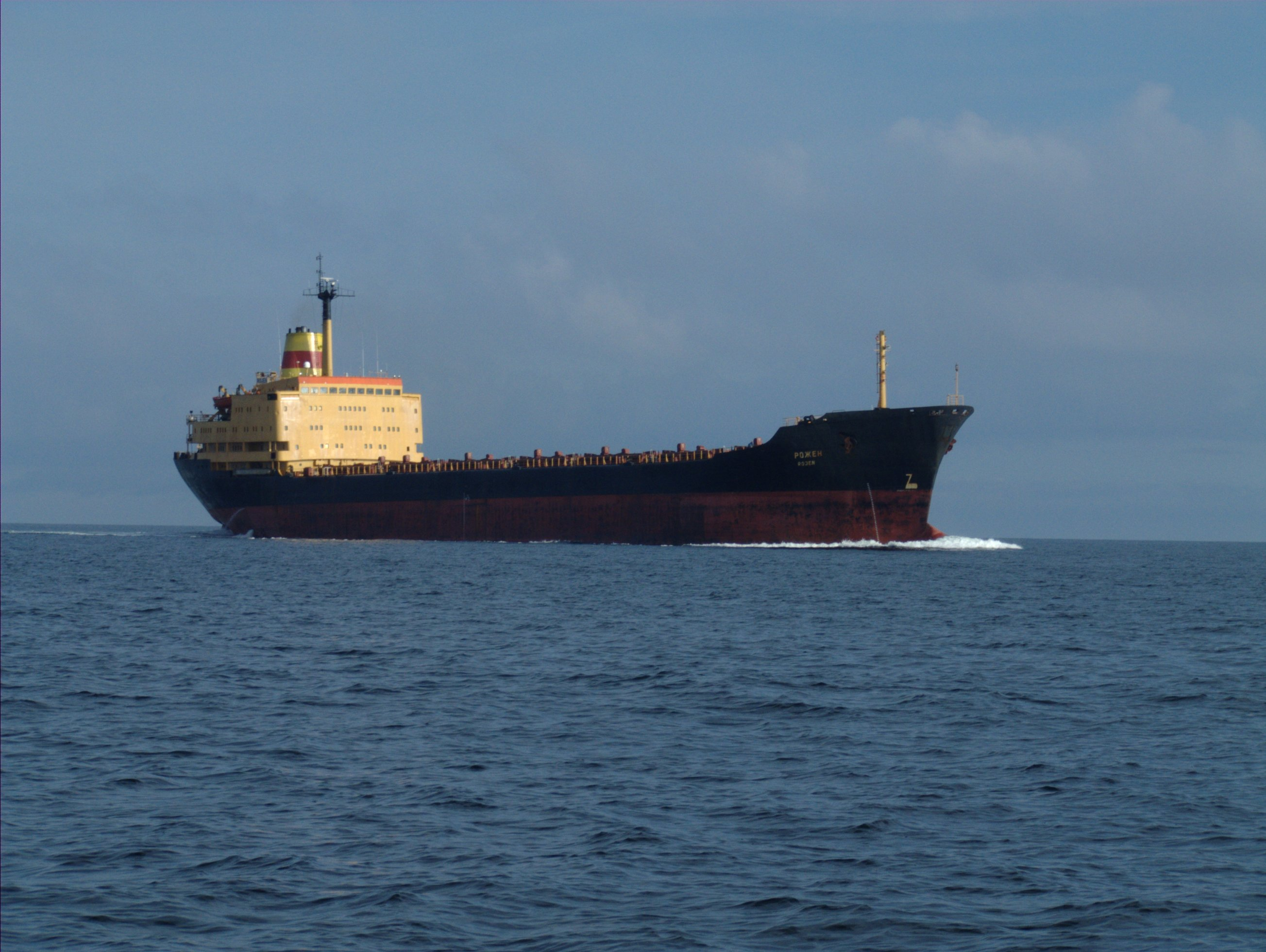
Napjaink tengeri teherszállító hajója

A gőzüzemű vasutak gyors kifejlődésével ellentétben a gőzhajózásé nem ment olyan gyorsan. A vasút esetében új közlekedési eszköz született, míg a hajózás már az ipari forradalom előtt világméretű és rendszeres volt. A legfejlettebb vitorlás hajók a 19. században nagy sebességi csúcsokat értek el. Ezekre úgy fogadtak, mint a lóversenyeken a lovakra. E korszak hajói a klipperek, amelyek 24 óra alatt 424 mérföldet is megtettek, ami 32 km/ó sebességnek felel meg. Hozzájuk képest az első gőzhajók cammogó sebességűek voltak. Állítólag Spanyolországban a 16. században már kísérleteztek gőzzel hajtott hajóval. Másfélszáz évvel később 1707-ben Đenis Papin, aki Marburgban és Kasselben volt matematikatanár, gőzgéppel működő csónakot készített. A halászok féltek attól, hogy megzavarja a halakat, ezért összetörték a művet. A 18. században több angol szabadalomról tudunk. Ezek a gépek a vitorláshajókat segítették volna, szélcsendes időben, a kikötőbe való behaladásnál és az elindulásnál.
E korai kezdeményezéseknek azonban nem sok gyakorlati hasznuk volt. A lapátkerék használata sorsdöntő lett. Lapátkereket már korábban is használtak, ezt emberi erővel forgatták, forgattyú és csörlő segítségével. Több tapogatózó kísérlet is volt, de csak az amerikai Robert Fultonnak sikerült a gőzhajó gyakorlati hasznosságát bebizonyítania. Eredetileg festő volt. Londonban ismerkedett meg a korai gőzhajó-kísérletekkel. Első hajóját már 1803-ban elkészítette, és a franciáknak akarta eladni. (A gépezet iránt maga Napóleon is érdeklődött.) Kudarcot vallott. Nemsokára visszautazott Amerikába, ahol megépítette „Clermont” nevű hajóját, amivel 1807-ben sikeres utat tett meg a Hudson-folyón, 240 km-t 32 óra alatt. Ezzel bebizonyította a gőzhajózás életképességét.
Fulton sikerei nyomán a gőzhajó Észak-Amerikában gyors ütemben elterjedt. A tengereken azonban lassabban ért el sikereket. Az első gőzhajó, amely kimerészkedett a tengerre, 1807-ben John Stevens amerikai földbirtokos „Phoenix”-e volt. Az orosz „Jelizaveta” nevű lapátkerekes gőzős 1815-től tett meg rendszeres utakat a Néván és a tengeren át Pétervártól Kronstadtig, Két év múlva megjelentek az első gőzhajók a Volgán és a Kámán.
Az első gőzhajó, amely 1819-ben átszelte az Atlanti-óceánt, a „Savannah” volt. Egy hónapig tartott az útja, eredetileg vitorlásnak építették meg, gőzgépének csak kisegítő szerepe volt. Az út nagyobb részét vitorlákkal tette meg. Ezt a módszert még évekig alkalmazták, úgy vélték, hogy a gőzgép hosszú utakra nem alkalmas. A szén, amit magával kell vinnie, erősen csökkenti a hajó hasznos terhelését. 1838-ban az angol „Great Western” 15 nap alatt átkelt az óceánon, egy másik hajóval versenyezve. Ekkortól jutott uralomra a gőzhajózás, de még évtizedekig nem tűntek el a vitorlás hajók sem.

A gőzhajó nagyobb elterjedését egy újabb újítás, a hajócsavar (propeller) segítette. Mindaddig, amíg gyorsabb járatú gőzgépeket nem szerkesztettek, a hajócsavar kisebb teljesítőképességű volt, mint a lapátkerék.

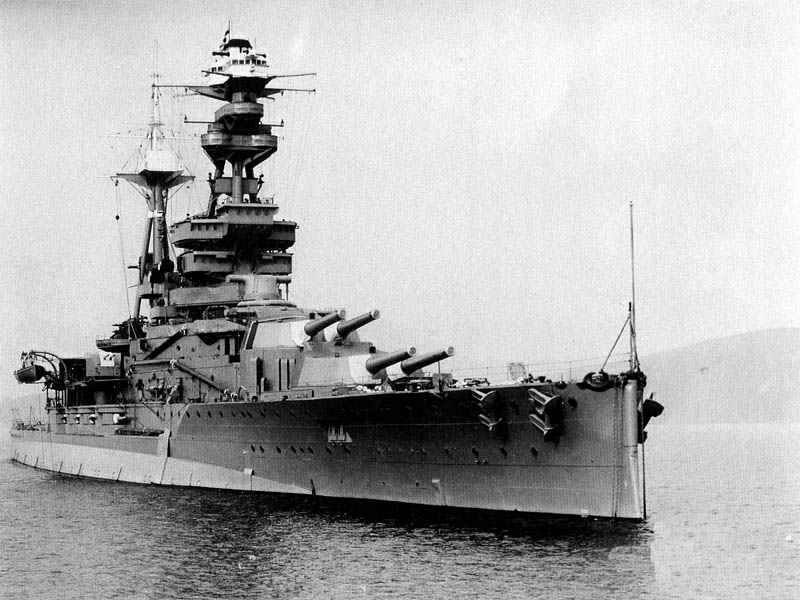
Modern hadihajó

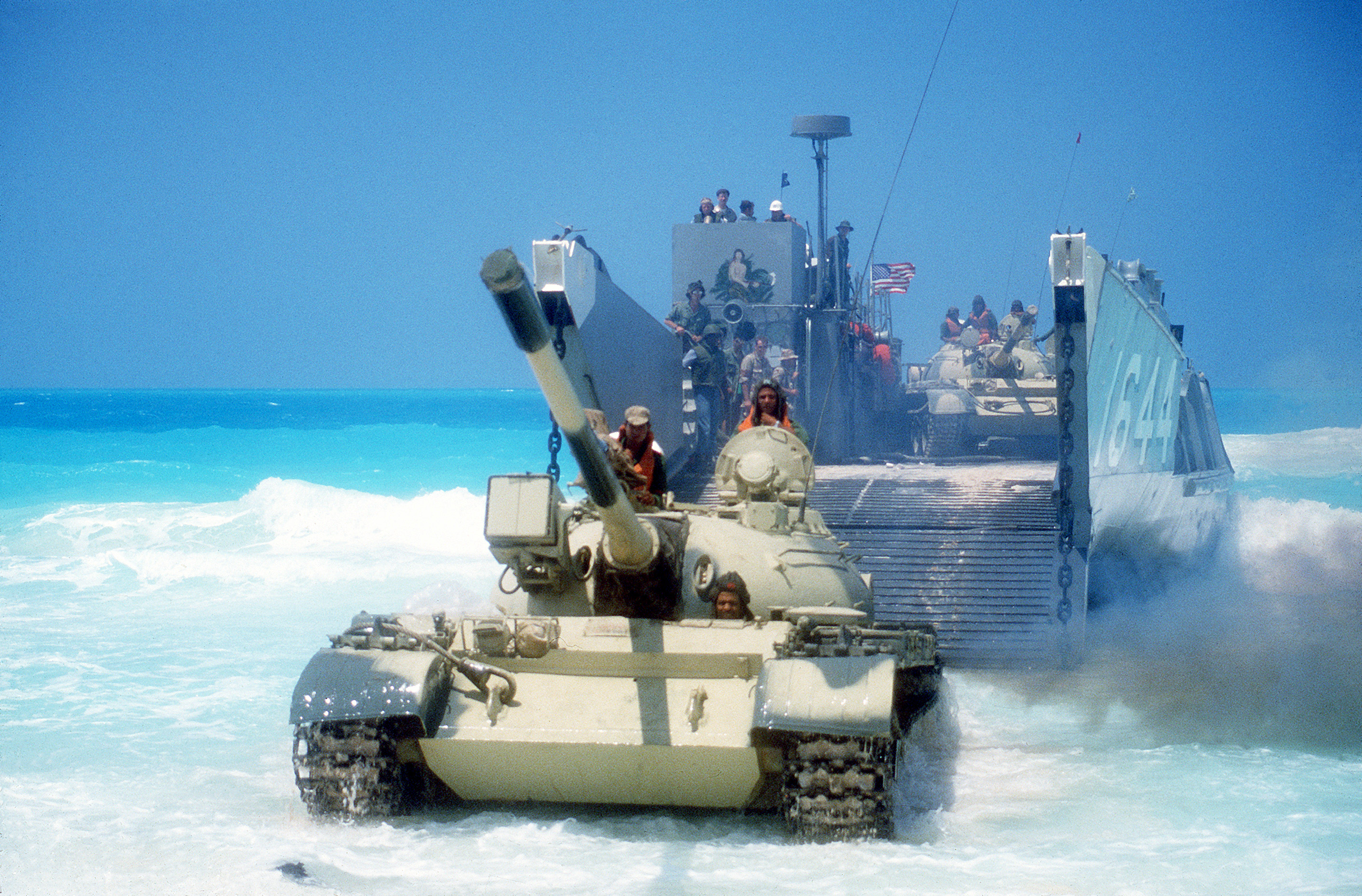
Csapatszállító hajó kirakodás közben

Ezzel egy időben egy másik nagy jelentőségű változás is bekövetkezett a hajóépítő technikában. A korábban fából készült hajókat felváltja a vasból készült hajótest. A vashajók szilárdabbak, hosszabb élettartamúak, kevesebb javítást kívánnak, olcsóbb és nagyobb befogadóképességűre építhetők. Az első acélból készült hajót 1853-ban készítették. A haditengerészetben is csakhamar bebizonyosodott a vashajók előnye. A hajótest vasból készül, és páncéllal védik a sima csövű ágyúk lövedékei ellen. A páncél vastagsága 10–15 cm vastagságú volt. 1860-tól vas vontcsövű ágyúkat kezdenek alkalmazni, ezzel megnőtt a lövedékek átütő képessége, a tüzérségi tűz hatósugara és pontossága. A hajók páncélzatát vastagítani kellett. Így alakult ki az a versenyfutás, ami még ma is tart.
A 19. század közepétől nagy gőzhajózási társaságok alakultak (Cunard Line 1840), amelyek hajói most már menetrendszerű pontossággal közlekedtek a tengereken. Elősegítette a gőzhajózás fejlődését a tömeges kivándorlás, ami ez idő tájt kezdődött. Szerepet játszott a Szuezi-csatorna megépítése is. Ez egy hónappal rövidítette meg az Angliából Indiába vezető utat.
Az óriáshajók sorát 1858-ban a „Great Eastern” nyitotta meg a maga 32.000 bruttóregisztertonna nagyságával. Ennek a hajónak még voltak lapátkerekei és hajócsavarjai is, de emellett még vitorlákkal is fel volt szerelve. A közlekedés meggyorsult, a távolságok lerövidültek.
Miután az első gőzturbinák a villamos erőművekben bebizonyították jobb hatásfokukat, a hajózásban való alkalmazásukra is gondoltak. A haditengerészetben kezdték el alkalmazni. Az 1907-ben vízre bocsátott „Mauretánia” már 4 turbinával rendelkezett 70.000 lóerő teljesítménnyel.
A 19. század második felében fejlődtek ki a belsőégésű motorok, nemcsak a benzinmotorok, hanem a nehezebb olajjal működő dízelmotorok. Nagy előnye, hogy kevesebb üzemanyagot fogyaszt, ezzel megnövekedett a rakodótér, illetőleg a szállítás hatósugara.

A tengeralattjáró merülési sémája

A tengeralattjáró tartós víz alatti tevékenységre alkalmas hajó, amelyet elsősorban katonai feladatokra alkalmaznak. Léteznek kutatási és mentési feladatokra épített tengeralattjárók is. Hosszas kísérletezések, tervezések után a 19. század végére megszületett a tengeralattjáró. Jelentős számban az 1900-as évek elején jelent meg. Ezzel a tengeri hadviselésben a felszínről fokozatosan a felszín alá is kiterjedt a küzdelem. 1890–1900 között a tengeralattjárók két fő csoportját alakították ki, a tengerbe merülő hajót (búvárhajó), amelyet célpontvédelmi és kikötővédelmi feladatokra alkalmaztak és csak rövid utakra használhattak, valamint a víz alatti naszádot (tengeralattjáró), amely már külső hajótesttel is rendelkezett és hosszú óceáni utakra is alkalmas volt. Ez utóbbi a felszínen hajózott és csak a támadás idejére merült le (mivel a működésük gyenge pontja a víz alatti mozgáshoz szükséges villanymotorok működtetésére szolgáló akkumulátoregység volt, a nagy tömegéhez képest szerény energiatároló képességével – a második világháború végéig).

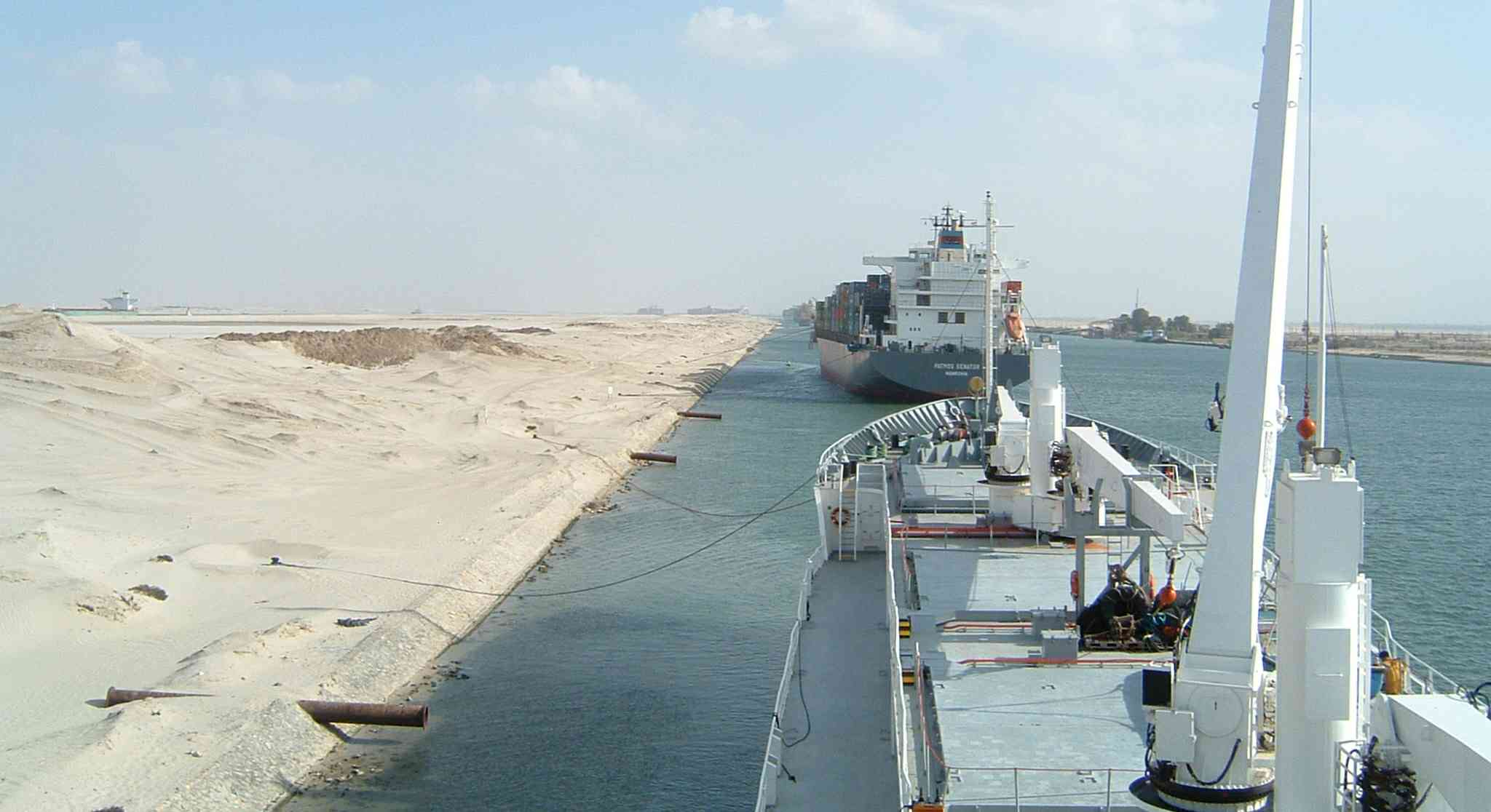
Hajókonvojok a Szuezi-csatornán

A tengerhajózás fontos ütőerei a hajózási csatornák, főleg azok, amelyek megrövidítik a nemzetközi kereskedelem útjait. Ilyenek a már említett Szuezi-csatorna, amely a legrövidebb összeköttetés az Atlanti-óceán és az Indiai-óceán között. Az 1914-ben elkészített Panama-csatorna, amely az Atlanti-óceánt és a Csendes-óceánt köti össze. Jelentős még az 1895-ben megépített Kieli-csatorna, ami az Északi- és a Keleti-tengert köti össze az Elba folyó torkolatával. Ez Dánia megkerülését teszi feleslegessé. A Korinthoszi-csatorna építése 1893-ban fejeződött be. Magyar vonatkozásai közismertek.
Az atomenergia felfedezése és technikai hasznosításának kifejlesztése napjainkban új fejlődési irányt adott a tengerhajózásnak. A hajók a közlekedés első olyan eszközei, ahol az atomhajtóművet gyakorlatilag is megvalósították. A (volt) Szovjetunió, az Amerikai Egyesült Államok és számos más ország rendelkezik már atomhajtású tengeri hajókkal.

### A gépkocsi

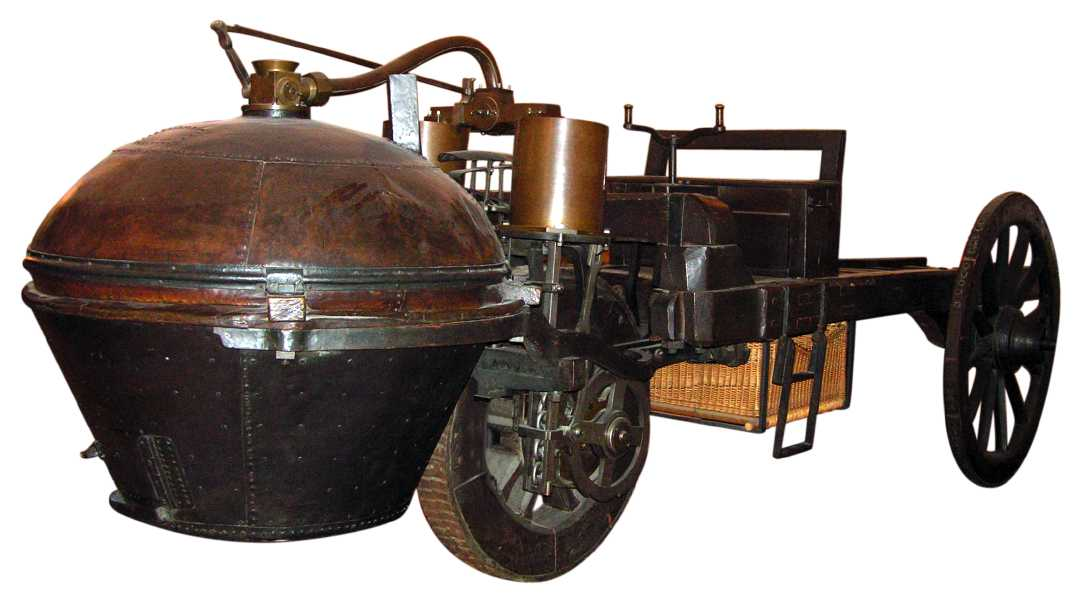
A Cugnot féle gőzautó

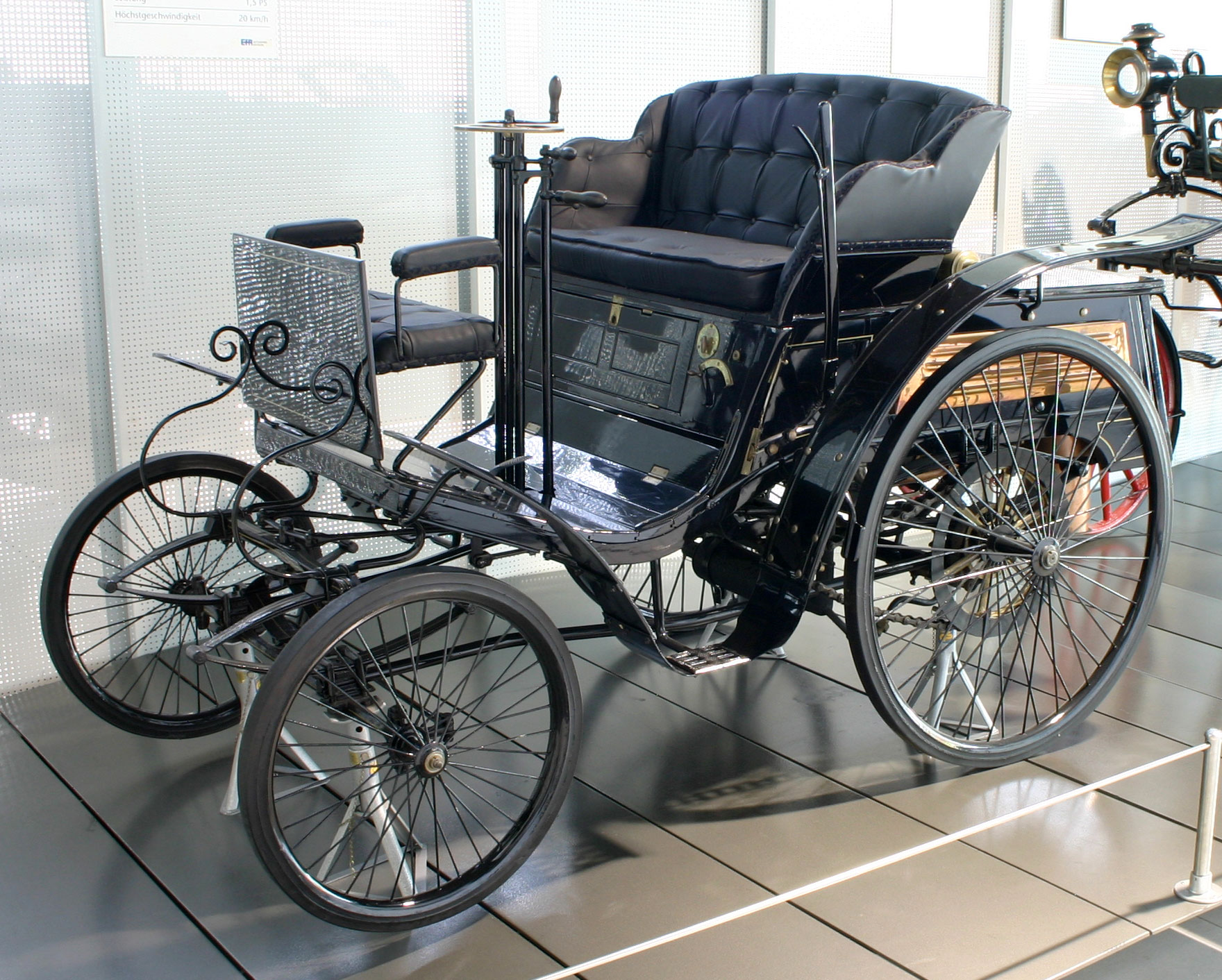
Karl Benz első gépkocsija

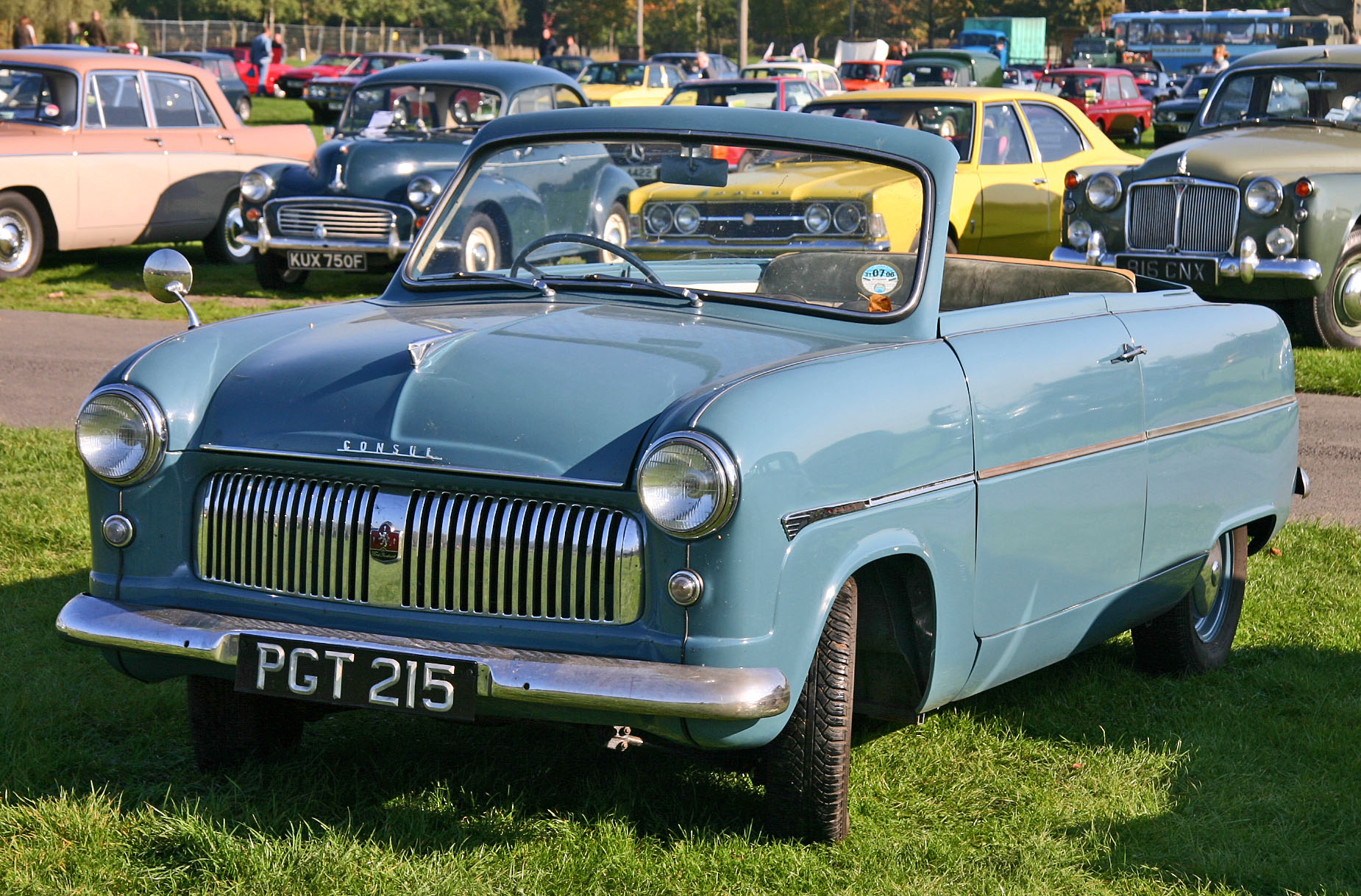
Ford Consul gépkocsi előnézete

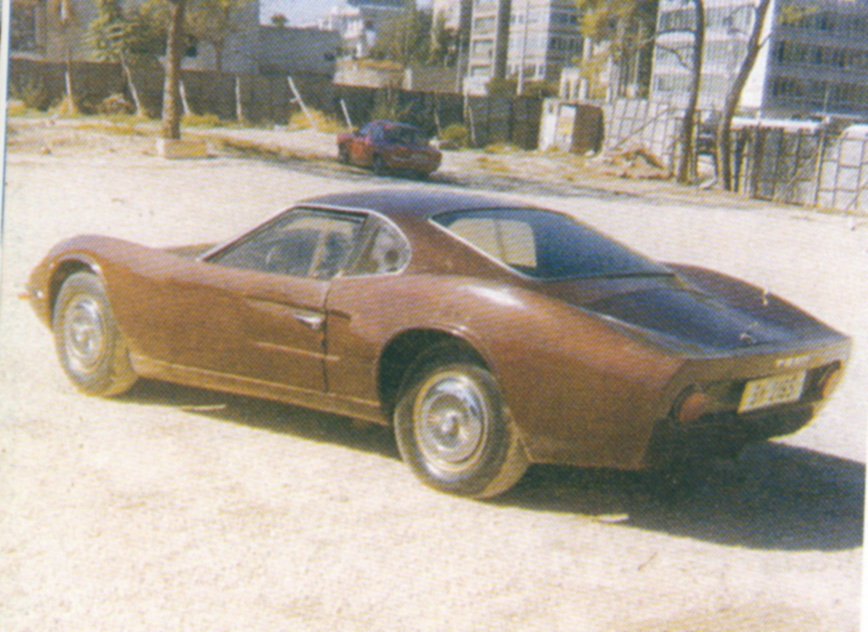
Sportkocsi az 1970-es évekből

Elsőként egy francia mérnöknek, Nicolas-Joseph Cugnot-nak sikerült gőzhajtású járművet készítenie. Tüzérségi katonatisztként szolgált, azt kellett megoldania, hogy a nehéz ágyúkat gyorsabban lehessen szállítani. Ehhez alapként kemény fából hatalmas, háromkerekű szerkezetet épített. Az első kerék elé óriási gőzüstöt helyezett fel. A gőz sistergéssel és fújtatással meghajtotta a járművet. Azonban az üstöt hevítő tüzet folyamatosan táplálni kellett, ezért egy fűtőembernek kellett ott állnia. Amikor Cugnot 1771-ben bemutatta találmányát, a gőzautó elszabadult és bedöntött egy falat. Ez volt a történelem első közúti balesete, amelyet gépi hajtású jármű okozott. A belső égésű motor akkoriban még ismeretlen volt, a gépek világát a gőz uralta. Egy idő után hatalmas lökést adtak a mechanizálás és az iparosodás fejlődésének az új, nagy teljesítményű gőzgépek, amelyeket a skót származású James Watt (1736-1819) fejlesztett ki. Kisebb gőzgépek alkalmazására 1803-ban került sor. Az angol Richard Trevithick (1771-1833) már olyan gőzmobilt épített, amelyet Londonban sikerrel használtak személyszállításra. Ez egy háromkerekű, hétszemélyes omnibusz volt. 1830-ban már csaknem száz ilyen gőzzel hajtott jármű közlekedett Angliában, és egy évvel később megnyitották az első gőzbusz-járatot. Bolyai Farkas Marosvásárhelyt ebben az időszakban mutatta be gőzautóját. A londoniak egyébiránt olyan borzalmasnak tartották ezeket az utcai gőzjárműveket, hogy rövid időn belül bevezették a „vörös zászló törvényét”, amely a világ első közúti szabálya volt. Angliában 1865-től 1896-ig volt érvényben, s előírta, hogy a gőzautók előtt ötven méterrel nappal vörös zászlót, éjszaka pedig vörös lámpát kell vinnie valakinek. Az emberek ezért inkább a biztonságosabb vasúton utaztak.

#### Az első autóba építhető motorok

Az Otto-motor működési vázlata

A svájci származású Isaac de Rivaz (1752-1829) 1804-ben készített járművével jó egy métert haladt előre. Ezzel egy új technikai korszakot nyitott meg. Ugyanis a mai autómotor ősatyját hozta mozgásba. Rivaz a gőz helyett éghető gázokkal kísérletezett. Egy hengerben, amit egy szokványos kézikocsihoz rögzített, meggyújtotta az ott tárolt folyadékot. Az égés erejét egy dugattyún át elvezette. 1807. január 30-án Rivaz elnyerte „az éghető gáz vagy más anyagok robbanásának felhasználásából nyert motorerőért” szabadalmat. Fél évszázaddal később a belga feltaláló, Jean Joseph Lenoir (1822-1900) hosszasan dolgozott Rivaz találmányán, és ennek eredményeként 1860-ban szabadalmaztatta éghető gázzal működő motorját. A magyar királyi ipari és kereskedelmi miniszter 1876-os szabadalmi okirata szerint Wessely György "kocsit talált fel Colonet néven, amely lovak segélye nélkül hajtható".
Elsőként a kölni származású utazó kereskedő, Nikolaus August Otto (1832-1891) jelentkezett egy alacsony fordulatszámú, belső égésű motorral. Egy korábbi találmányhoz nyúlt vissza, amelyet a francia Alphonse-Eugene Beau de Rochas már 1862-ben leírt: ez az úgynevezett négyütemű elv.
Benzin üzemű gépekkel 1873-tól kezdve próbálkoztak a különböző országok feltalálói. 1877-ben kapott szabadalmat Otto négyütemű benzinmotorjára. Az első benzinnel hajtott kocsit Karl Benz készítette 1879-ben. Gottlieb Daimler 1895-ben nyert szabadalmat gáz és benzinmotorjára. és megépítette az első motorkerékpárt is. Oroszországban Kosztovics szerkesztett benzinnel hajtott motort, de támogatás nélkül, feledésbe ment.
Az első jól használható, megfelelő teljesítményű, benzinmotorral hajtott, automobilt Gottlieb Daimler készítette 1887-ben. Az 1,5 LE-s motorral működő autó, legnagyobb sebessége 18 km/óra volt. Ezután, az ezredforduló után, kialakult a mai formája és megjelentek az első autóbuszok és tehergépkocsik is.
A benzinmotor kifejlődésével csaknem egy időben megkezdődtek a kísérletek a nehezebb olajok alkalmazására. Rudolf Diesel fő szabadalmát 1892-ben nyerte el. Miközben a gépkocsik száma rohamosan növekedett, szerkezetük is tökéletesedett. Szinte feljegyezni sem lehet azt a számtalan, újítást, találmányt, ami a fejlett országokban követte egymást. Néhány fontosabb közülük: 1888 Dunlop ír állatorvos feltalálja a légtömlőt, 1895 Bosch gyújtómágnest készít egy Benz gépkocsihoz és 1902-ben megkezdik a gyártását. 1905-ben Pittler elkészíti az első hidraulikus sebességváltót, amit azonban csak évtizedek múlva alkalmaznak. 1906-ban Michelin gyárában elkészül a pánttal együtt leszerelhető gumiabroncs. Az első világháború meghozta a gépkocsi hadi alkalmazását, a páncélkocsit és a tankot. 1888-ban adtak szabadalmat a lánctalpra. Mindkét eszköz a szárazföldi hadviselés fontos eszköze lett.
A benzinmotor és a gépkocsi tökéletesítéséből a magyar feltalálok is derekasan kivették a részüket. A legfontosabb problémát az üzemanyagnál, a benzin és a levegő keverési arányát Bánki Donát műegyetemi professzor oldotta meg. Bánki Csonka Jánossal 1892-ben elkészíti a porlasztó karburátort. Bánki nemcsak a porlasztóval, hanem az egész motor tökéletesítésével foglalkozott. 1905-ben a Posta részére elkészíti az első teljesen magyar gyártmányú gépkocsit. Fejes Jenő 1925-ben elkészíti hegesztett lemezmotorját, majd kis önsúlyú gépkocsijait.
A gépkocsi további fejlődését nem a találmányok, hanem a tömegtermelési módszerek kialakulása jellemzi. Az első gépkocsikat még „építették”, azaz darabonként készítették el.

#### A tömegtermelés kezdetei

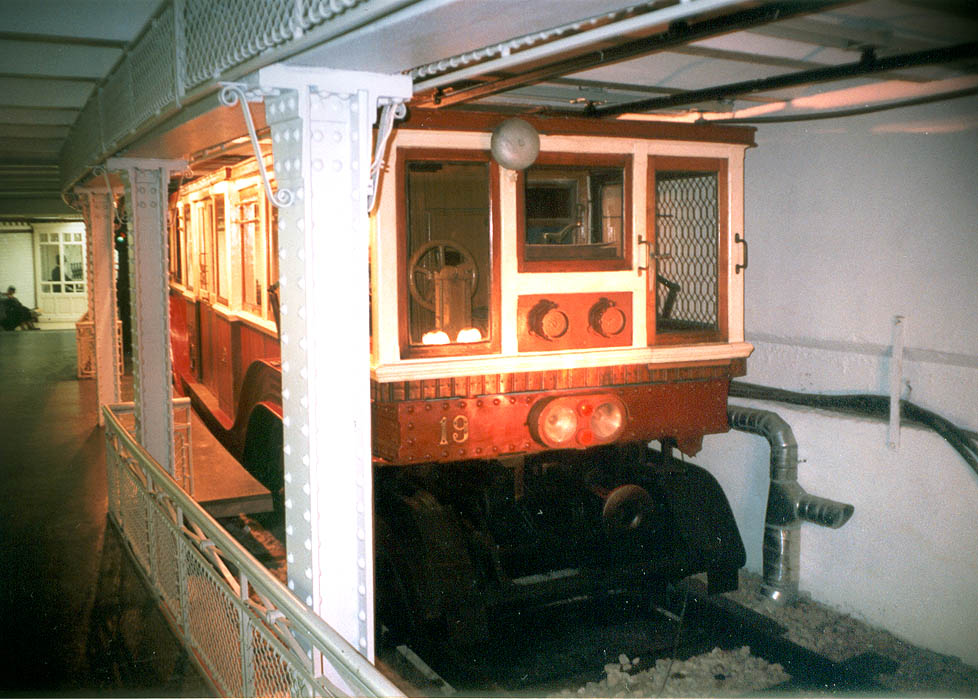
Az első budapesti földalatti vasút

A tömegtermelés az 1900-as évek elején kezdődött el, az alkatrészek cserélhetőségének elve alapján. Ez később a futószalag termeléssé fokozódott. Az autóiparban eközben új szerszámgépek tökéletesítését eredményezte. Az automatikus gépek és gyártási folyamatok is kezdtek kialakulni. Közben az autók ára hihetetlenül csökkent. Az első futószalag rendszerben megépített gépkocsi az olcsó és megbízható T-Ford 1908 volt. Az A modellnek nevezett első tipus után az abc betűivel jelzett modellek következtek az S betűig. Minden típusnál újabb és újabb hibák fordultak elő. Az igazi sikert, a nagy áttörést a T-modell jelentette. A Tin Lizzie-ként (Bádog Böske) híres lett járművet 20 éven keresztül gyártották. Az új sebességváltó és a leszerelhető hengerfej a magyar Galamb József makói származású főmérnöknek volt köszönhető a számtalan újítás mellett. A hatalmas megrendelések miatt Ford rá volt kényszerítve a gyártás megreformálására. A korszerű sorozatgyártás bevezetésére az alábbi alapelveket vezették be:
- A szerszámokat és a munkásokat a munkafázisok sorrendje szerint kell elrendezni, hogy az összeszerelés során minden alkatrésznek a legkisebb utat kelljen megtennie,
- Csúszópályával vagy más szállítóeszközzel lehetővé kell tenni, hogy a részmunka elvégzése után, a munkadarabot helyváltoztatás nélkül, lehetőség szerint a gravitációt kihasználva továbbíthassa,
- Az összeszerelendő alkatrészek odaszállításához mozgópályákat kell használni.

Az 1900-as években az autó még luxuscikknek számított. 1920-tól azonban közhasználatú eszköz lett. Az autógyártás gyors elterjedését ösztönözte az előbb vázolt szerelőtechnika elterjedése, amit az autógyáros Henry Ford megbízásából a magyar Galamb József tervezett. Ezt elsőként William Morris és Herbert Austin alkalmazta 1921-ben. 1921-ben megkezdték az Austin 7 személygépkocsik sorozatgyártását, ami maga után vonta az eladási ár csökkenését.
A sorozatgyártás összevonta a gépkocsigyártó társaságokat, míg 1914 előtt több, mint 200 társaság létezett, 1939-ben már csak alig húsz tudott fennmaradni. A legfontosabbak voltak az angol Austin és a Morris illetve a Vauxhall és a Ford, amelyet az amerikaiak tartottak ellenőrzésük alatt. Az 1930-as évek végére az autóipar kb. 1 millió embernek biztosított munkát.
A kocsik számának növekedése forgalmi torlódásokat és közúti baleseteket okozott. 1928-ban hirdették meg az első közlekedésbiztonsági kampányt. Az utcákon fokozatosan jelentek meg a közlekedési táblák. Budapesten már 1926 végétől villanyrendőr irányította a Rákóczi út és a Nagykörút kereszteződésénél (Blaha Lujza tér) a forgalmat.

### Fejlődés a városi közlekedésben

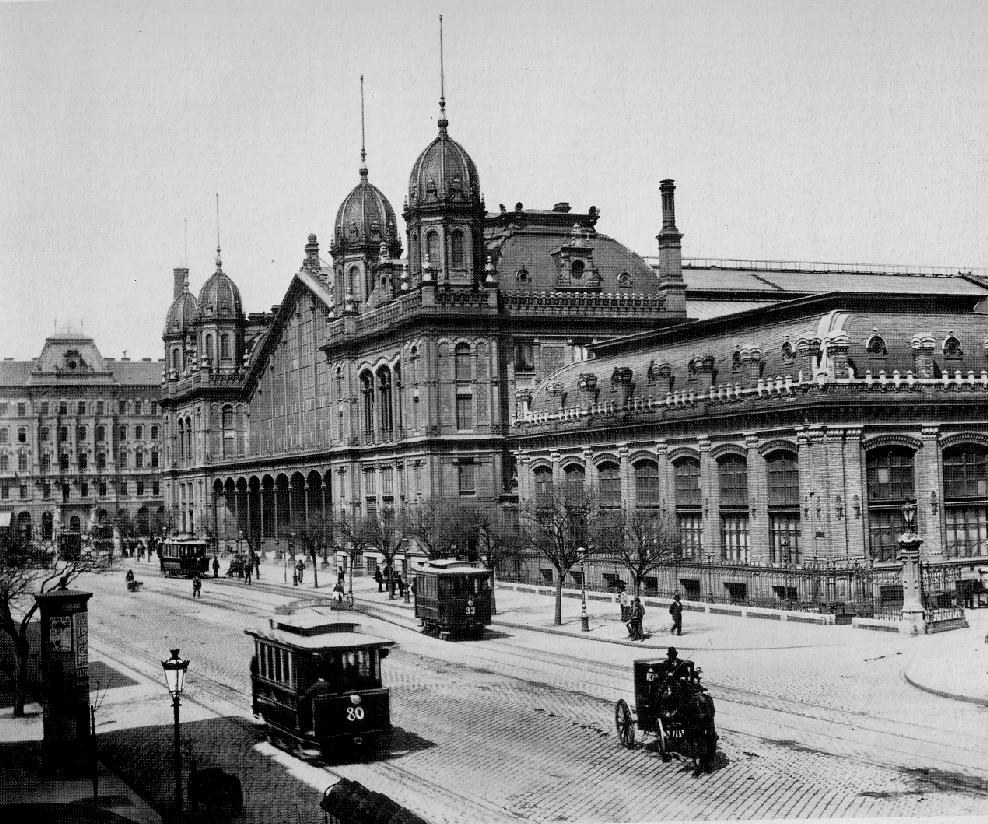
Az első villamosok Budapesten

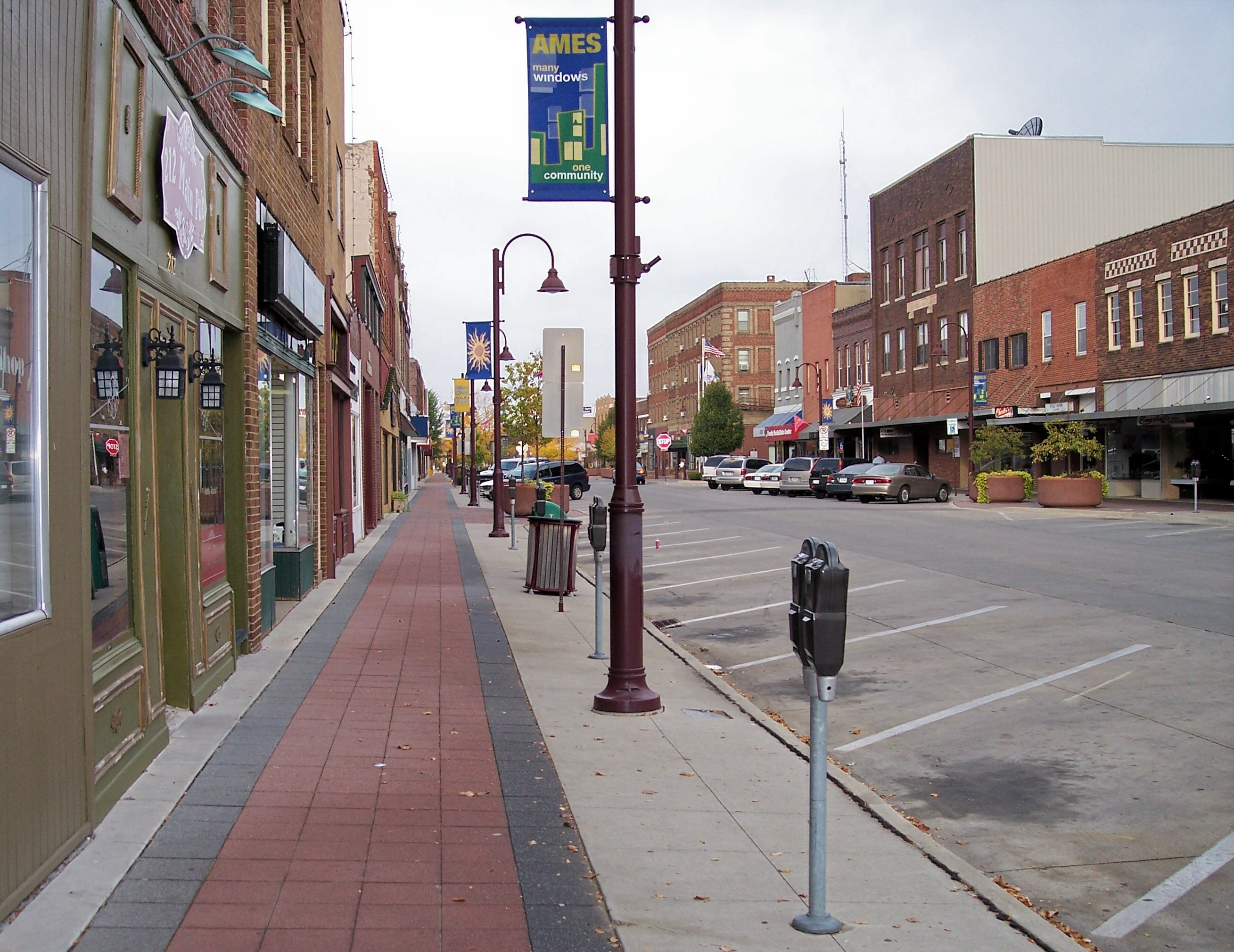
Klasszikus járda

Az ókorban és a középkorban a nagyobb városok forgalmi csomópontokban, főként tengerek illetve folyók mellett keletkeztek. A városok nagyságának határt szabott, hogy a lakosság életszükséglete kielégíthető legyen. Ebben döntő szerepet játszott a közlekedés. A városok belső területén csak gyalogos és fogatolt közlekedés bonyolódott le. A vasutak megjelenése megnyitotta az utat a határtalan fejlődés felé. Megváltozott a városok szerkezete. A régi városok kör alakban épültek a városfalak miatt. A vasút megjelenése után az új lakóházak, közösségi építmények a kivezető utak mellett, sugárirányban települtek. Lehetővé vált a lakó és munkahelyek közötti távolság megnövelése. Kialakultak a városi és az elővárosi vasutak a tömegközlekedési igények kielégítésére. A közúti motoros járművek megjelenése, az egyéni közlekedési eszközök hihetetlen elszaporodása, a közlekedési lehetőségek hatalmas arányú bővülését jelentette. Újabb fejlődési irányt indított el amiből súlyos gondok keletkeztek, a városi közlekedésben. A viszonylag szűk területre települt, nagyszámú lakosság közlekedési szükségleteinek kielégítése egészen más feladat és más problémákat vet fel, mint a távolsági közlekedésé. A város közlekedési szükségletének kielégítésére sajátos városi közlekedési eszközöket is kifejlesztettek.
Már a legrégebbi városokban is megtalálható voltak a gyalogos és a fogatolt közlekedésre vonatkozó forgalmi előírások. Az etruszkok alkalmazták először a városi utcák két oldalán a gyalogjárót. A görögök építettek először árkádok alá helyezett gyalogjárót illetve Athénben az i.e. 3. században alkalmaztak először közlekedési rendőrséget. A forgalmat rabszolgák szabályozták. A közúti forgalomra már többféle szabályozó és korlátozó intézkedés is érvényben volt. Az utcai világítás egyes városokban az i. e. 5. századtól alkalmazták.
A középkorban a városok nagysága és a közlekedés nem sokat változott. Csak a 17. századtól mutatkozott igény a városi tömegközlekedés kialakítására. (Bérfuvarozó vállalkozások) Az első párizsi omnibuszvonal 1662-ben nyílt meg.(Hamarosan megszűnt.) Csak másfél évszázad múlva, az ipari forradalom nyomán kezdtek a városokban a forgalmi igények megnövekedni. Párizsban 1819-ben, Londonban 1829-ben indultak újra a rendszeres omnibuszjáratok. Ez volt a városok első tömegközlekedési eszköze. A 19. század első felében a magyar városok is fejlődésnek indultak.

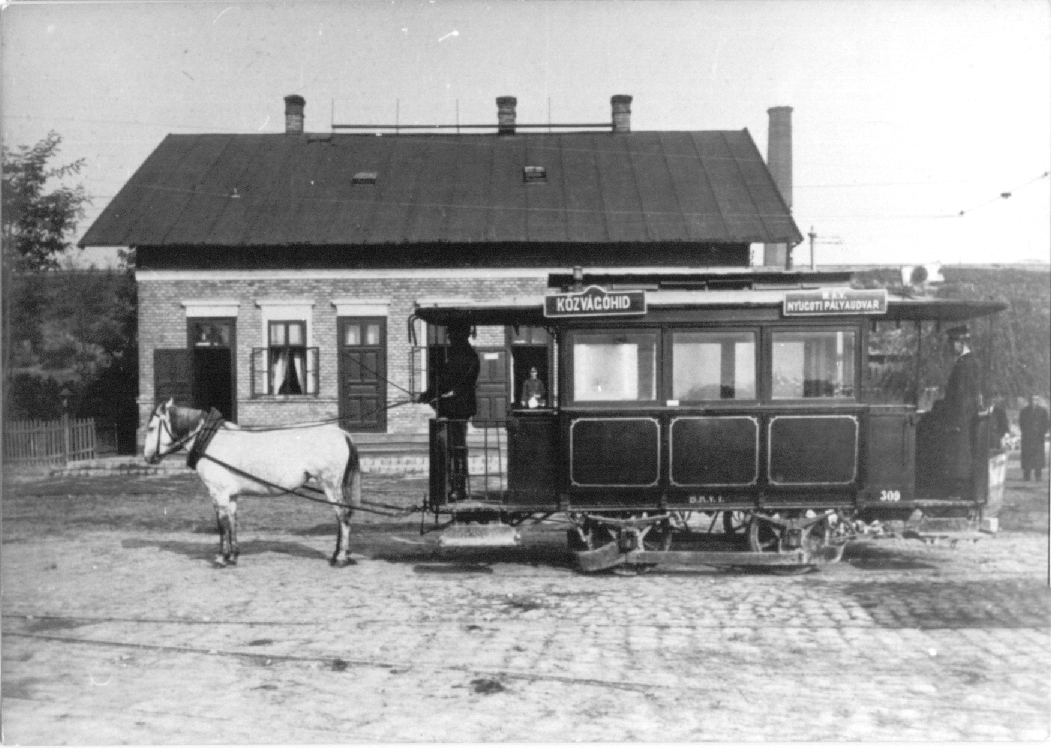
Lóvasút Budapesten

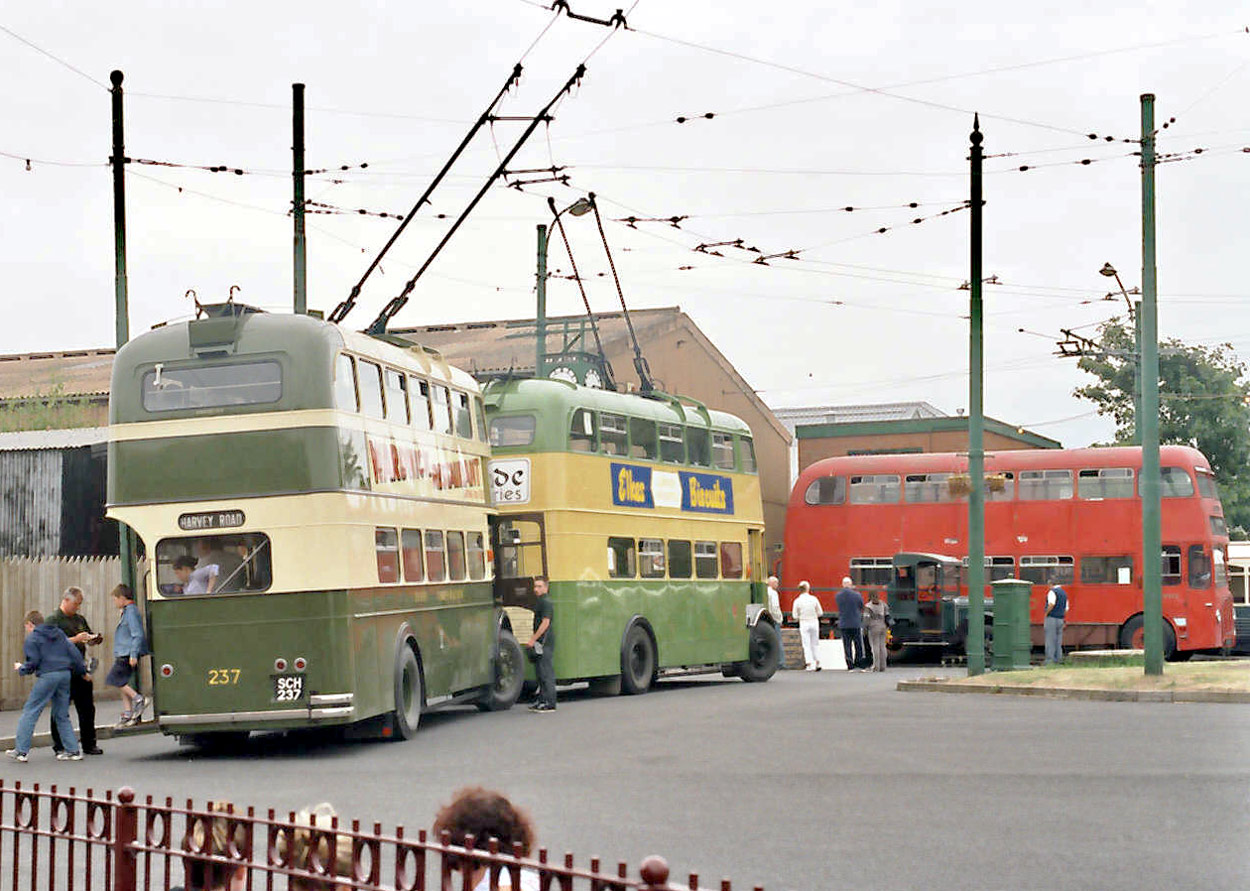
Trolibuszok Angliában

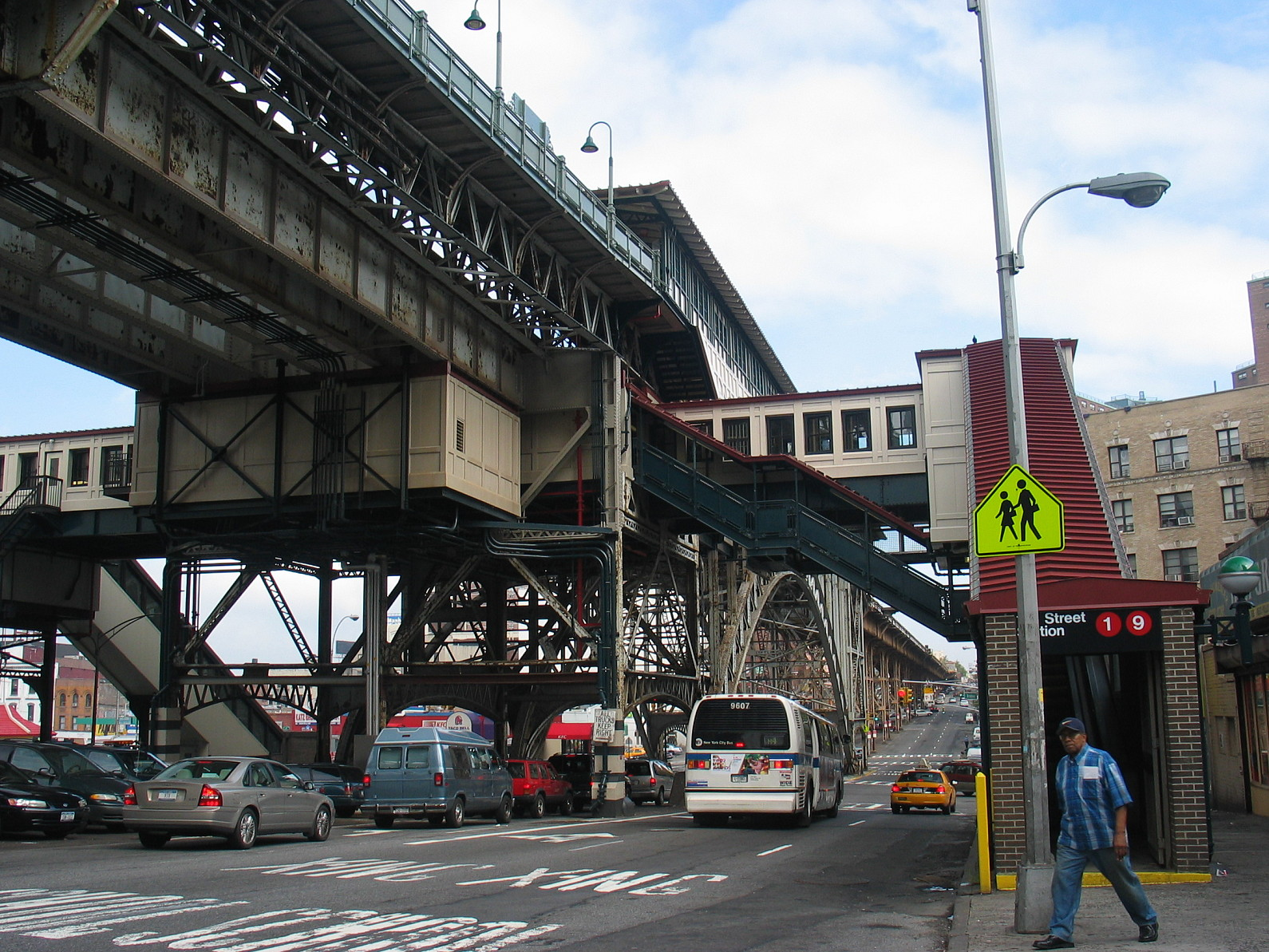
Magasvasúti állomás (Manhattan, New York)

A városokban még a tömegközlekedésben, virágkorát élte a lóvontatás (omnibusz, lóvasút), amikor a távolsági közlekedésben a gépi vonóerő már sorsdöntő győzelmet aratott. A gőzkocsik helyett megjelent, egyes városokban, a gőzüzemű vasút. 1933 és 1938 között megépült a London és Greenwich közötti viadukton vezetett vasút, elővárosi vasútként. Később az alagútban vezetett (London, 1863) vagy a magasvasútként kiépített (New York, 1877) gyorsvasút. A közúti vasutakon is megpróbálkoztak gőzvontatással kis gőzmozdonyokkal illetve kis gőzmotorkocsikkal, (Párizs, 1853, London, 1871) de a gőzvontatás a városokban nem bizonyult megfelelőnek. A villamos energia ipari termelési célokra a 19. század 60-as éveiben indult meg. A dinamó illetve a villamos motor kifejlesztésével megnyílt a lehetőség a villamos hajtás megindítására is. Az első villamos közúti vasúti motorkocsit 1881-ben állították üzembe, az első trolibuszt 1882-ben. Eztán a villamos üzem az egész világon gyorsan elterjedt. Magyarországon az első, kísérleti vonal 1887. november 20-án nyílt meg Budapesten a Nyugati pályaudvar és a Király utca (Majakovszkij utca) között.
A városi közúti vasútnak kezdetben sok nehézsége volt. A gombafejű Vignoles-sín profilt csak ott lehetett használni, ahol a villamosvasútnak külön pályát építettek. Megfelelő új, bekövezhető pályát sokáig nem tudtak építeni. A ma is használt vályúsínt 1860-ban találta fel Burn, de csak 1877-ben sikerült hengerléssel előállítani. Volt a villamos vasutaknak egy másik problémája is. Először nem engedték meg a városok belterületén a felső vezeték építését „városesztétikai” okokból.Ezért 1924-ig bonyolult és bizonytalan üzemű alsó vezetéket kellett használni, amelyet a sín alatti csatornában vezettek. A villamosvasút gyorsabb, kényelmesebb és tisztább üzemet nyújtott, mint elődei és ezért a világon széleskörűen elterjedt.
A milliós nagyvárosok forgalma szerte a világon szükségessé tette az útfelszíntől független gyorsvasutak kiépítését, amelyeknek nagy sebességű vonategységei a legnagyobb tömegek elszállítására képesek. Európa régi nagyvárosaiban: Londonban, Párizsban, Berlinben gyorsvasúti hálózatok épültek ki. A gyorsvasúti hálózat a tömegközlekedési hálózat gerincét képezi, de általában nem sűrű. Kiegészítéséhez szükség van az útfelszíni tömegközlekedési eszközök hálózatára is. A legjobb megoldás az úthálózat szintje alatti vonalvezetés. Külterületen a pályát bevágásban, lehet vezetni, de belterületen alagútra van szükség. Az alagútban vezetett gyorsvasút is kétféle lehet: útfelszín alatti (u.n. kéregvasút) és a mélyvezetésű. Előbbi építése könnyebb, olcsóbb, de kénytelen alkalmazkodni a városi utak vonalvezetéséhez és a közművek hálózatához. Az utóbbi jórészt szabadon vezethető, de építés jóval drágább. A nagy mélység miatt az állomások megközelítéséhez mozgólépcső szükséges. A többnyire viaduktokon vezetett magasvasút építése olcsóbb, mint a földalatti vasutaké, de környezetet illetve a városképet zavarják. Emiatt a régi magasvasutakat (New York) már jórészt elbontották.

### A repülés kezdetei

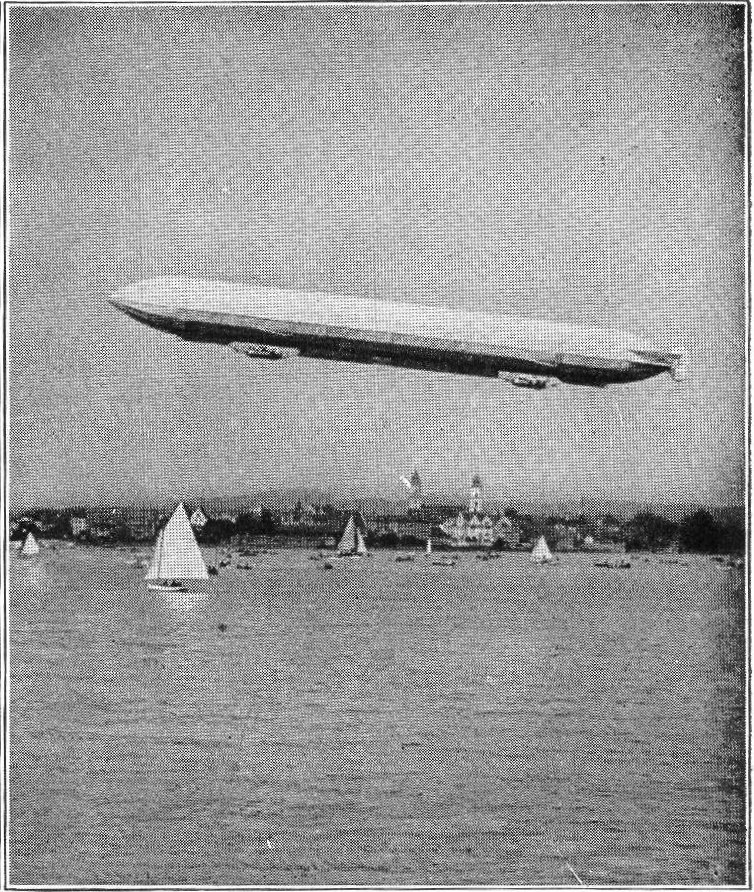
Zeppelin léghajó

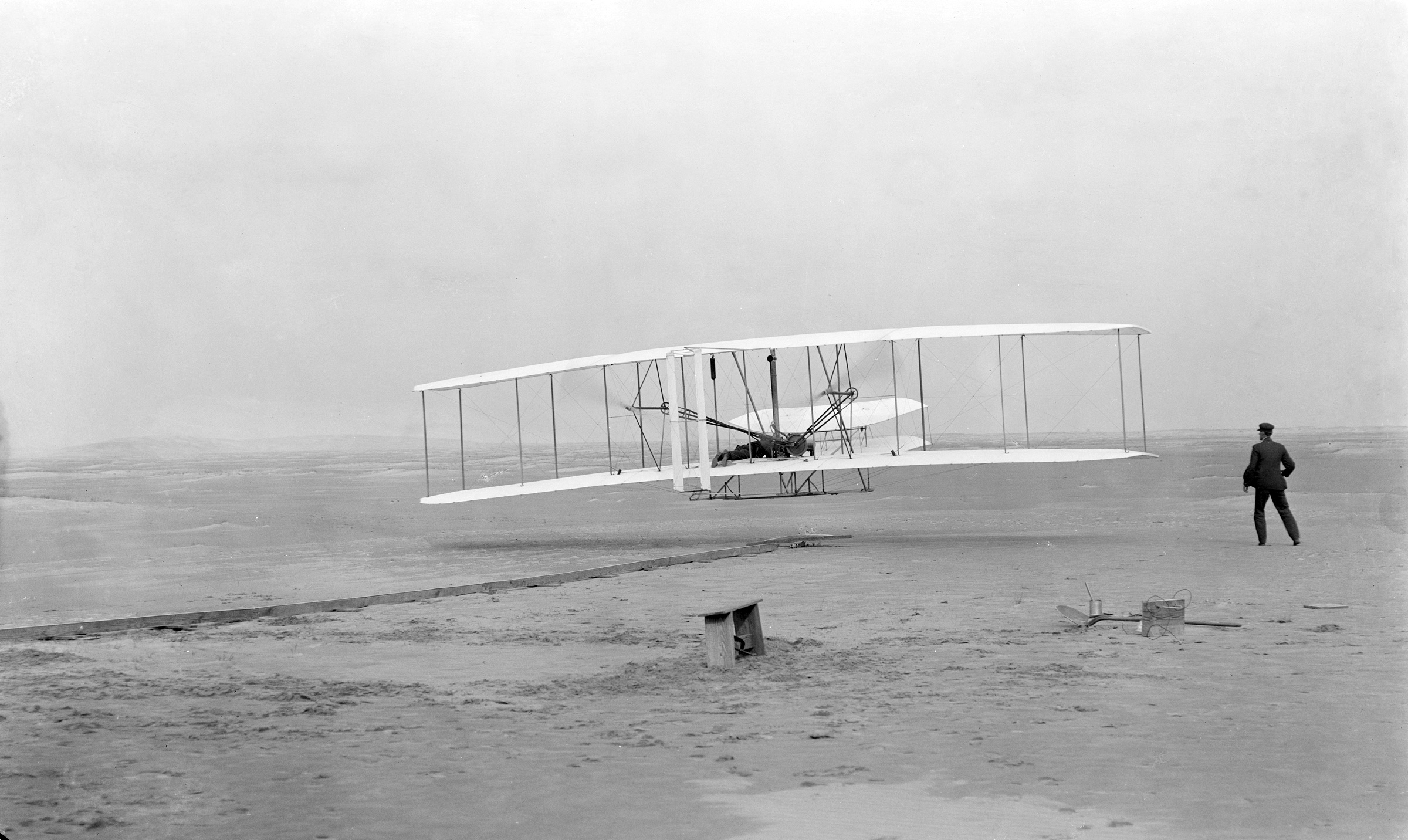
A Wright fivérek repülőgépe

Az emberiség régi vágya volt a repülés. A régészek leletei, a mondák és mítoszok világa (Deadalus és Ikarus mondája, Csaba királyfi a Hadak útján), a költők, a gondolkodók írásai tanúskodtak erről. Rövid hősi múltja után kalandos sportnak tekintették. Az első léghajó 1783-ban emelkedett a magasba. Megalkotói a Montgolfier fivérek voltak Franciaországban. A léggömbök, léghajók rövid egy két százados fejlődése után a géprepülés első kiemelkedő sikerei a Wright fivérek nevéhez fűződik. 1900-ban kezdték el siklórepülési kísérleteiket, az ezzel kapcsolatos jelenségek fizikai, matematikai vizsgálatát. A szárnyak egymástól független hajlítása tette lehetővé a repülőgép oldalazó mozgásainak szabályozását. Ezeknek a csűrőfelületek bevezetése tette lehetővé a sikeres repülések megsokszorozását. A benzinmotorok fejlődése kellő alapot adott a repülőgépmotorok szerkesztéséhez.
1904-ben a Wright testvérek 12 km-t repültek, 75 km/ó sebességgel. 1909-ben Louis Blériot átrepülte a La Manche csatornát. 1910-ben a csúcsmagasság 3100 méter, a legnagyobb sebesség 106,5 km/ó és a legnagyobb repült távolság 142 km volt. A repülés külföldi sikerei a magyar feltalálókat, gépszerkesztőket is ösztönözték, noha kevés pénzzel és erkölcsi támogatással kellett indulniuk. Az első magyar pilóta Dobos István volt. Őt a hazai úttörők sora követte.
A repülés kifejlődéséhez a döntő lökést az első világháború adta meg. A repülők s a gépszerkesztők minden anyagi segítséget megkaptak. A háború első éveiben még csak felderítésre használták a repülőgépet, de a végére már önálló, a földi erőkkel egyenrangú, fegyvernemmé lépett elő.
A második világháború egyik legfontosabb találmánya a hőlégsugaras (lökhajtásos) repülőgépmotor, amely a rakétaelven működik.
A repülőgépek alakja egyre célszerűbb, fedélzeti berendezéseit az informatika irányítja, egyre inkább kikerül a radarok látóköréből és a sebességük egyre jobban megközelítik az űrrepülőgépekre jellemző adottságokat. Nem tudni ki szolgálja a másikat, az ember vagy az a számtalan gép, amely ebben a bonyolult szerkezetben testet ölt. 1979 óta létezik a NASA űrrepülőgép flottája, amely az óriás űrkutatási szervezet és az általa létrehozott mesterséges szerkezetek között szinte „ingajáratban” közlekedik. A legénység anélkül repül az űrben, hogy ő magának kellene a röppályát befolyásolnia. A klasszikus repülésben is ez a helyzet, a repülőtereken elektronika programozza előre az útvonalat és a repülés paramétereit. A katonai repülőgépeken felszerelt fegyverrendszer és az elektronika a pilótát olyan helyzetbe hozza, hogy látnia sem kell a célpontját.

#### Űrhajózás, a közlekedés jövője

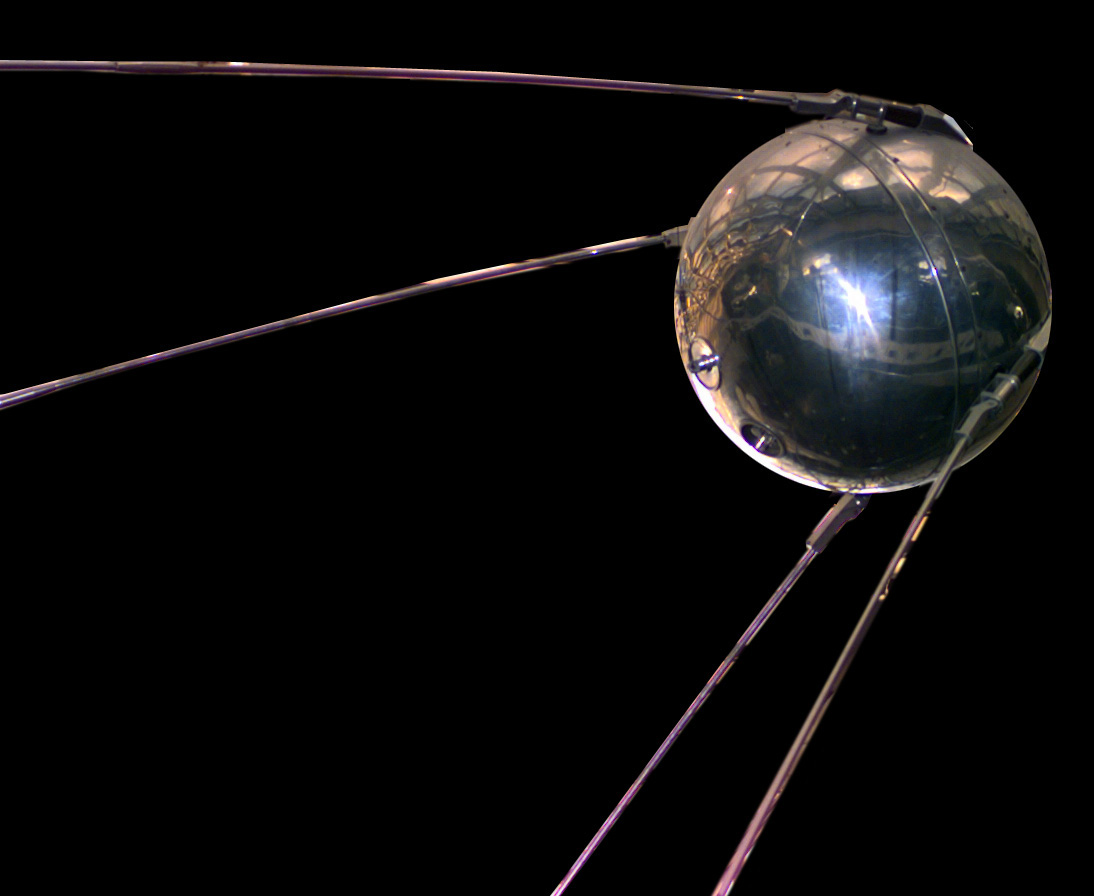
Szputnyik: az első mesterséges űrrepülő eszköz

Az űrkorszak 1957-ben kezdődött a Föld első mesterséges holdjának (Szputnyik–1) az indításával. Azóta sok műhold, űrszonda, űrhajó, űrállomás és más űreszköz jutott el a világűrbe. Az űrkutatás másik két fontos eseménye az ember első űrrepülése (Vosztok–1, 1961) és az első holdra szállás (Apollo–11, 1969). Az űrtevékenységet személyzetes és személyzet nélküli űreszközökkel megfelelő arányban végzik. Az űrhajósok nélküli szerkezetek a felderítést és a beprogramozott műveleteket végzik, az összetettebb tevékenységet az emberekkel repülő űrhajók és űrállomások.
A világűr meghódítása a bolygóközi állomások megjelenésével veszi kezdetét. A 21. század első évtizedeiben bizonyára nagy űrállomások fognak épülni és ezek teszik lehetővé a világűr meghódítását. Azután a Hold megismerésével, „kikötő” létesül a távolabbi űrutazásokhoz. Ami ma fantasztikum, az a jövő közlekedése lehet!

## Lásd még
- A turizmus története
- A közlekedési gépjárművek harci alkalmazásai
- Hadihajó
- Harckocsi
- Páncélozott szállító harcjármű
- Kategória:Harci repülőgépek
- Hordozórakéta

## Ajánlott irodalom
Általános
- Magyar Mérnök-, és Építész-egylet: Technikai Fejlődésünk története (Budapest, 1928)
- Beke Manó. A technika világa (Budapest, 1926)
- Balázs Tibor:Az Ipar vértelen forradalma Budapest, 1992) [Gallimard-Larousse, 1992] 85-100 o. ISBN 963-477-009-6
- dr. Boros Erika: A megváltozó Európa képe [Gallimard-Larousse, 1992] ISBN 963-477-012-6
- Estók János: A boldog békeidők (Budapest,1998) ISBN 963-548-673-1

Gépjárművek
- Bodor Zoltán: 90 éve vezették be a futószalagot a Ford gyárban Nacional Geografic 2004. január
- Horváth Árpád: A gépkocsi regénye Budapest, 1968
- Egy T-modell Autó-Motor 1979/32 szám
- Halmágyi Pál: Egy világra szólókarrier, Galamb József életútja Makói História 2006. 1-4. o.
- Willie H.H. A kocsitól a gépkocsiig Budapest, 1967
- Von Station zu Station (Ingolstadt, 1999)
- Az Audi Hungária Motor kft. története (Győr, 2004)

Vasutak
- Horváth Árpád: Utak, hidak, vasutak Budapest, 1970
- 1000 mozdony (Történelem-Klasszikusok-Technika) Pécs 2007 ISBN 978-963-370-241-3
- Linzbauer Tamás: Vasútmodellezés Budapest, 1986
- Bakodi Béla: Eisenbahn Nostalgie in Ungarn Eger, 1987 90 2436
- Susan Gordon: Vonattal a Föld körül 8Budapest, 1993) ISBN 963-548-026-1

Hajózás
Repülés

## Fordítás
- Ez a szócikk részben vagy egészben  az   Automobile című angol Wikipédia-szócikk fordításán alapul.  Az eredeti cikk szerkesztőit annak laptörténete sorolja fel. Ez a jelzés csupán a megfogalmazás eredetét és a szerzői jogokat jelzi, nem szolgál a cikkben szereplő információk forrásmegjelöléseként.

### Magyarország közlekedése
- https://web.archive.org/web/20090311005058/http://www.mvkzrt.hu/miskolci-villamos-kozlekedes-tortenete
- http://hajomakett.hu/content/view/596/51/lang,hu/
- http://buszportal.lapunk.hu/?modul=oldal&tartalom=396648
- Magyar Közlekedési Múzeum Archiválva 2020. október 9-i dátummal a Wayback Machine-ben
- Így utaztunk anno; szerk. Rappai Zsuzsa; Kossuth, Budapest, 2007